# Força Aèria de Mèxic
La Força Aèria Mexicana (FAM) és una de les dues forces armades components de la Secretaría de la Defensa Nacional. El seu objectiu és defensar la integritat, independència i sobirania de Mèxic, garantir la seguretat interior, auxiliar a la població en cas de necessitats públiques, dur a terme accions cíviques i obres socials que tendeixin al progrés del país i, en casos de desastre, prestar ajuda per al manteniment de l'ordre, auxili de les persones, els seus béns i la reconstrucció de les zones afectades.
El terme Força Aèria Mexicana es refereix tant a l'equip aeri com al personal del Col·legi de l'Aire, l'Exèrcit, l'Estat Major Presidencial, les Unitats Aèries i altres dependències. Al comandament suprem de la Força Aèria Mexicana es troba el President de Mèxic. La FAM té la distinció d'haver-se emprat en observacions i combats aeris des de 1914. Des que va ser reorganitzada en 1920, el govern electe ja no ha estat destituït per la força, doncs la FAM va contribuir a sufocar múltiples rebel·lions d'origen territorial, militar i religiós. La Força Aèria Mexicana també va servir amb distinció durant la Segona Guerra Mundial a les Filipines i Taiwan. Des de 1923 ha depès de la llavors Secretaria de Guerra i Marina com un servei de l'exèrcit, i avui dia continua depenent de la Secretaria de la Defensa Nacional.

## Història
La història de la Força Aèria Mexicana està fortament lligada a la història de l'aviació a Mèxic. Data de 1906, amb prou feines tres anys després del naixement de l'aeroplà, quan el llavors president Porfirio Díaz ja mostrava interès en l'aviació militar i en els globus. Es considera el 5 de febrer de 1915, com el dia en què sorgeix la Força Aèria Mexicana (FAM); aquest dia, el primer Cap de l'Exèrcit Constitucionalista, Venustiano Carranza, va expedir en el port de Veracruz l'acord pel qual es va crear l'Arma d'Aviació Militar dins de l'Exèrcit Constitucionalista, no obstant això, no va ser sinó fins al 10 de febrer de 1944 quan el govern mexicà va expedir el reconeixement formal, a nivell constitucional, de la creació de la FAM. Sobre aquests antecedents, en 1992, es va expedir el decret que declara el 10 de febrer com el Dia de la Força Aèria Mexicana.

### En la Revolució Mexicana
A la fi de 1909 van ser enviats un capità d'enginyers i un membre de l'Estat Major de l'exèrcit mexicà al Col·legi Armée de l'Air a França per estudiar el maneig de globus i dirigibles, però en esclatar la Revolució Mexicana en 1910, cap combatent va utilitzar de forma directa aeronaus com a mitjà de combat aeri durant els primers episodis. Després de l'exili de Díaz, algunes aeronaus van ser utilitzades pels revolucionaris per fer contraban d'armament lleuger i correspondència a través de la frontera amb els Estats Units d'Amèrica.
Els exèrcits rebels i federals van utilitzar per primera vegada l'aeroplà en el cruent conflicte civil que va esclatar en 1910. La insurrecció, encapçalada per Francisco I. Madero, que va acabar amb la dictadura de Porfirio Díaz al maig de 1911, no va aconseguir establir la pau a Mèxic. Tot el contrari, el govern revolucionari —primer en la forma d'un règim interí encapçalat per Francisco León de la Barra i després per Madero com a president electe— es va veure assetjat de rebel·lions. En el curs d'un de tants esdeveniments, encapçalat per l'ex-insurrecte cap chihuahuense Pascual Orozco, la columna federal mexicana, al comandament del general Victoriano Huerta va utilitzar una petita unitat aèria amb finalitats de patrulla en la seva campanya contra el principal exèrcit rebel en Chihuahua. Aquesta unitat va consistir en un parell d'avions monomotors Moissant Blériot XI, de 60 cavalls de vapor un i 100 l'altre. Aquestes màquines eren pilotades per l'aviador nord-americà John Héctor Worden i el pilot mexicà Francisco Álvarez, respectivament. Com la màquina d'Álvarez es va accidentar durant un vol de pràctica als afores de Torreón, realment només l'avió de Worden va arribar a participar en combat en alguna mesura. L'1 d'agost de 1912 les forces federals van incorporar al seu reconeixement i pràctiques militars els petits monoplans Bleriot XI.

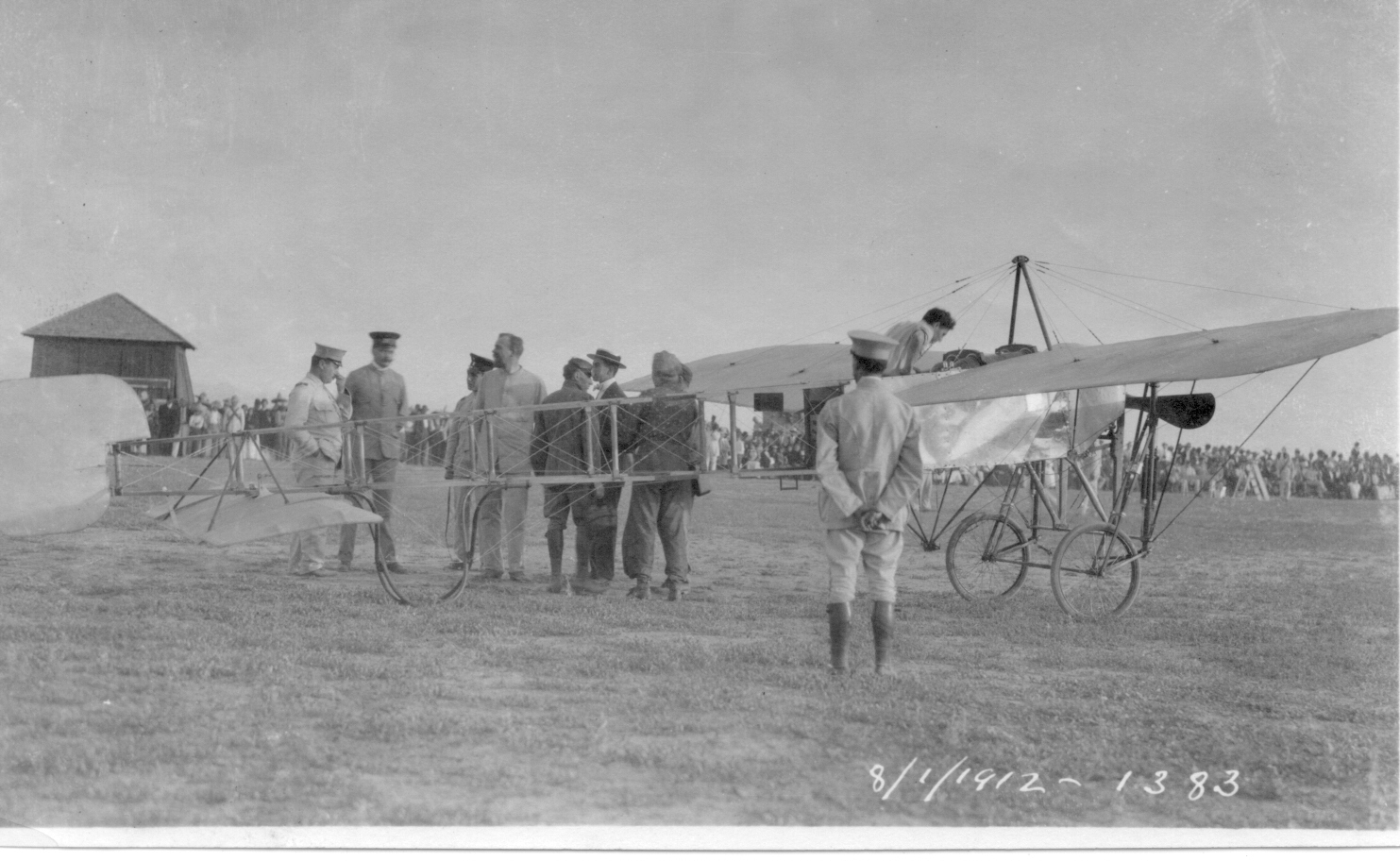
Bleriot XI en Torreón, 1 d'agost de 1912.

No va ser sinó fins que l'exèrcit constitucionalista va donar un fort cop al govern de Huerta que es va plantejar la idea de formar una unitat aèria que tingués un paper clau en els combats contra els soldats federals. En 1913 quan el llavors governador de Coahuila, Venustiano Carranza formava un nou exèrcit contra el govern de Huerta, influenciat per diversos oficials, incloent dos dels seus nebots, perquè utilitzés avions com a mitjà de combat. Carranza va acceptar i va enviar els seus dos nebots, Alberto i Gustavo Salines juntament amb els germans Juan Pablo Aldasoro Suárez i Eduardo Aldasoro a l'escola Moisant International a Nova York a estudiar aviació. Conclosos els seus estudis, van tornar a Mèxic. En esclatar de nou un conflicte armat, es van unir a les files de l'exèrcit com a tinents d'artilleria, ja que l'exèrcit no comptava amb avions en aquell moment.
Uns mesos més tard, agents del govern mexicà van viatjar a Los Angeles i van adquirir un biplà tipus Martin. L'aeroplà encara en caixes i sense armar va arribar via ferrocarril a Tucson, no obstant això, el govern de Huerta havia estat alertat de la compra d'aquest avió. L'ambaixada de Mèxic a Washington DC va contactar amb les autoritats de Tucson i els nord-americans van embargar l'avió, però el 16 de maig els constitucionalistes, amb ajuda de contrabandistes nord-americans, van robar les caixes i les van introduir a Mèxic. Les caixes van ser enviades a Hermosillo, amb l'aparell encara sense ensamblar.

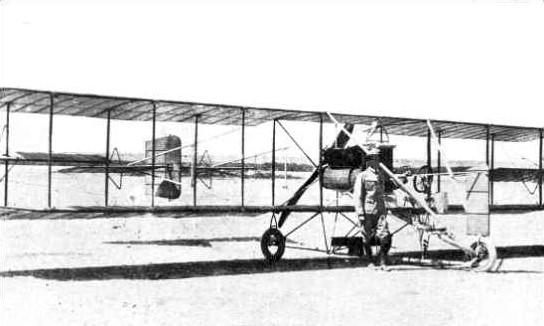
El Sonora. Avió de tipus Martin. Mèxic, 1913.

Després que l'aparell fos armat i conclosos alguns vols de pràctica, l'aeronau va ser batejada amb el nom Sonora, fet que va fundar la 'Flotilla Aèria del Cos del Nord-est'. A continuació, l'avió va ser transportat via ferrocarril a Guaymas, lloc encara sota el control dels huertistes. El Sonora va ser utilitzat per llançar propaganda i petites bombes sobre les files enemigues, encara que no van aconseguir causar molt de mal. Al mateix temps va ajudar en feines d'observació per obtenir informació sobre els moviments dels huertistes, una cosa molt difícil de fer per terra.
El 14 d'abril de 1914 es va efectuar un atac aeri amb l'avió Sonora, pilotat per Gustavo Salines, va bombardejar el Vaixell huertista Guerrero, situat prop del port de Topolobampo a Sinaloa. Encara que cap de les bombes va donar en el blanc, va obligar el buc enemic a tornar a mar obert permetent a les tropes de Carranza prendre el port, la ciutat de Guaymas i el buc Tampico per utilitzar-lo contra els huertistas. Avui es coneix a aquest enfrontament com la batalla de Topolobampo, que va ser el primer combat aeronaval en la història de Mèxic.
Al maig del mateix any Obregón va avançar cap a Mazatlán i l'avió va bombardejar la ciutat, destruint dos canons navals i ocasionant diverses baixes a l'exèrcit huertista. No obstant això, les bombes també van aconseguir a diversos civils i van ferir a l'ambaixador francès. Els atacs aeris per part del Sonora van ser bastant efectius en destruir els llocs de comandament huertista en Hermosillo. A mitjan maig de 1914, l'avió es va destruir en un cabbotatge marcant el final de la 'Flotilla aèria del Cos del Nord-est'.

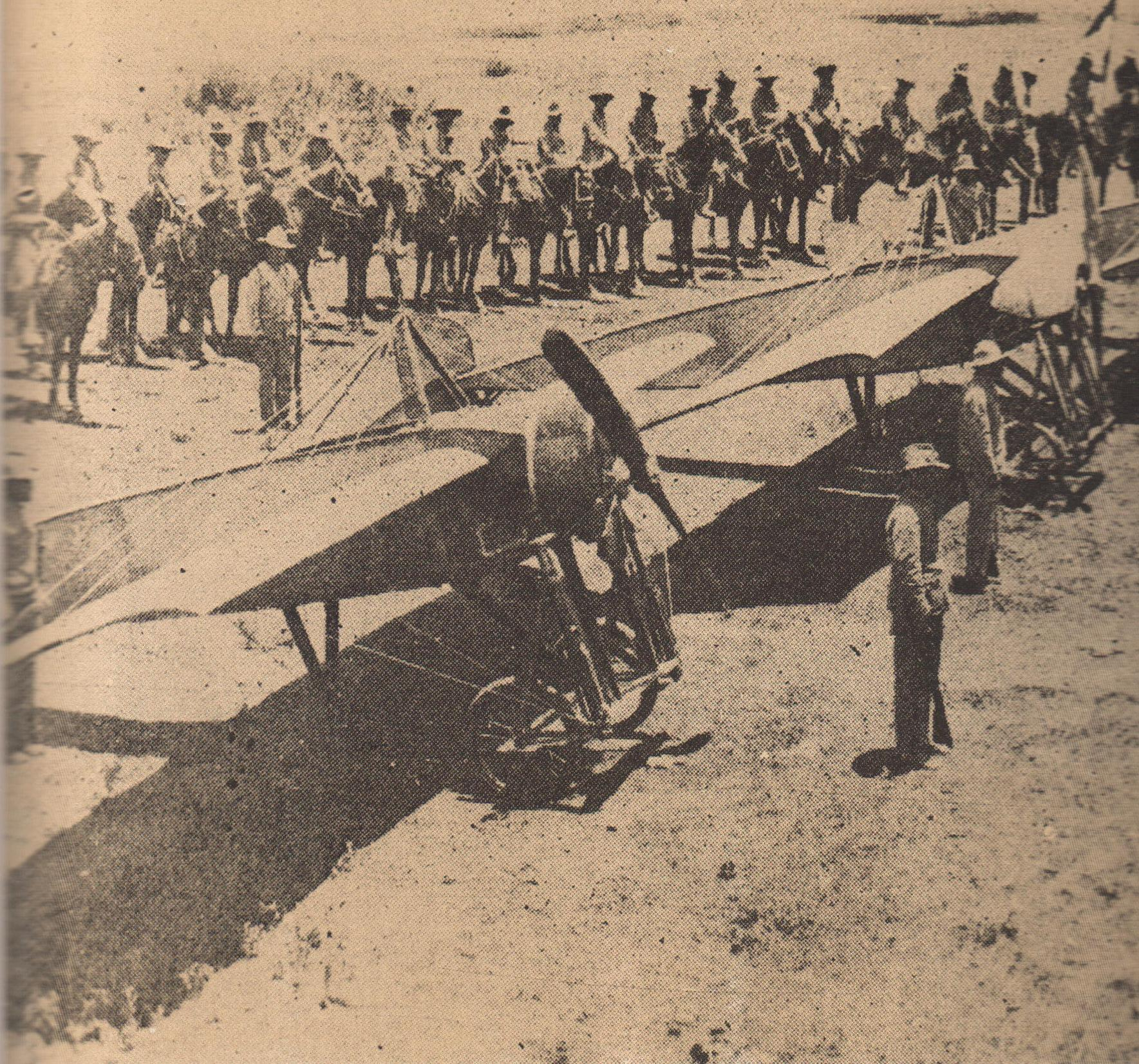
Aeronaus de l'Arma d'Aviació Militar, 1915.

El gener de 1915 alguns funcionaris de Carranza van reorganitzar a diversos pilots, van reunir diverses aeronaus i es va formar la 'Flotilla Aèria de l'Exèrcit Constitucionalista'. El primer combat en el qual va participar aquesta unitat va ser el 5 de gener de 1915 a la ciutat de l'Estat de Puebla contra els zapatistes: van bombardejar el Fort Loreto i van ocasionar diverses baixes. Després d'aquesta batalla la flotilla va ser traslladada a Veracruz. El 5 de febrer d'aquest els meus any la branca aèria de l'Exèrcit Constitucionalista va ser decretada oficialment "Arma d'Aviació Militar" pel general Venustiano Carranza.
El 15 de novembre es van inaugurar els Tallers Nacionals de Construccions Aeronàutiques (TNCA) i l'Escola Nacional d'Aviació; instal·lacions que permetrien construir aeronaus i motors a Mèxic i preparar els pilots aviadors per tripular-les. La TNCA va construir a Mèxic els avions seriats “A”, “B”, “C”, “I”, “G” i “H”, aquesta última amb notables avanços tecnològics. La naixent indústria aeronàutica a Mèxic va produir importants avanços en l'enginyeria aeronàutica d'aquesta època, incloent l'hèlix Anáhuac que va arribar a emprar-se en diverses parts del món i als avions de les sèries “A” i posteriors, se'ls van col·locar motors Aztatl i Mèxic SS, els quals van donar un magnífic rendiment. Entre 1915 i 1920, la FAM va assistir al govern de Carranza amb missions de combat i observació contra les forces del rebel Manuel Peláez, que tenia un sòlid control sobre els camps petroliers de la regió Huasteca.

### Conflictes de 1920 a 1940
L'agost de 1920, el president interí Adolfo de la Huerta va contractar a tres famosos pilots estrangers veterans de la Primera Guerra Mundial per entrenar pilots mexicans en tàctiques modernes i organitzar una força aèria independent i funcional. Els instructors estrangers eren el nord-americà Ralph O'Neill, l'alemany Fritz Bieler i el francès Joe Ben Lievre. Ralph O'Neill va ser designat instructor en cap de l'Escola Militar d'Aviació i lloc a les ordres del general Pilot Aviador Gustavo Salines.
Els instructors mexicans van ser Alberto Salinas Carranza, Horacio Ruiz Gaviño, els germans Juan Pablo i Eduardo Aldasoro Suárez, i Alfonso Virgen Meza.

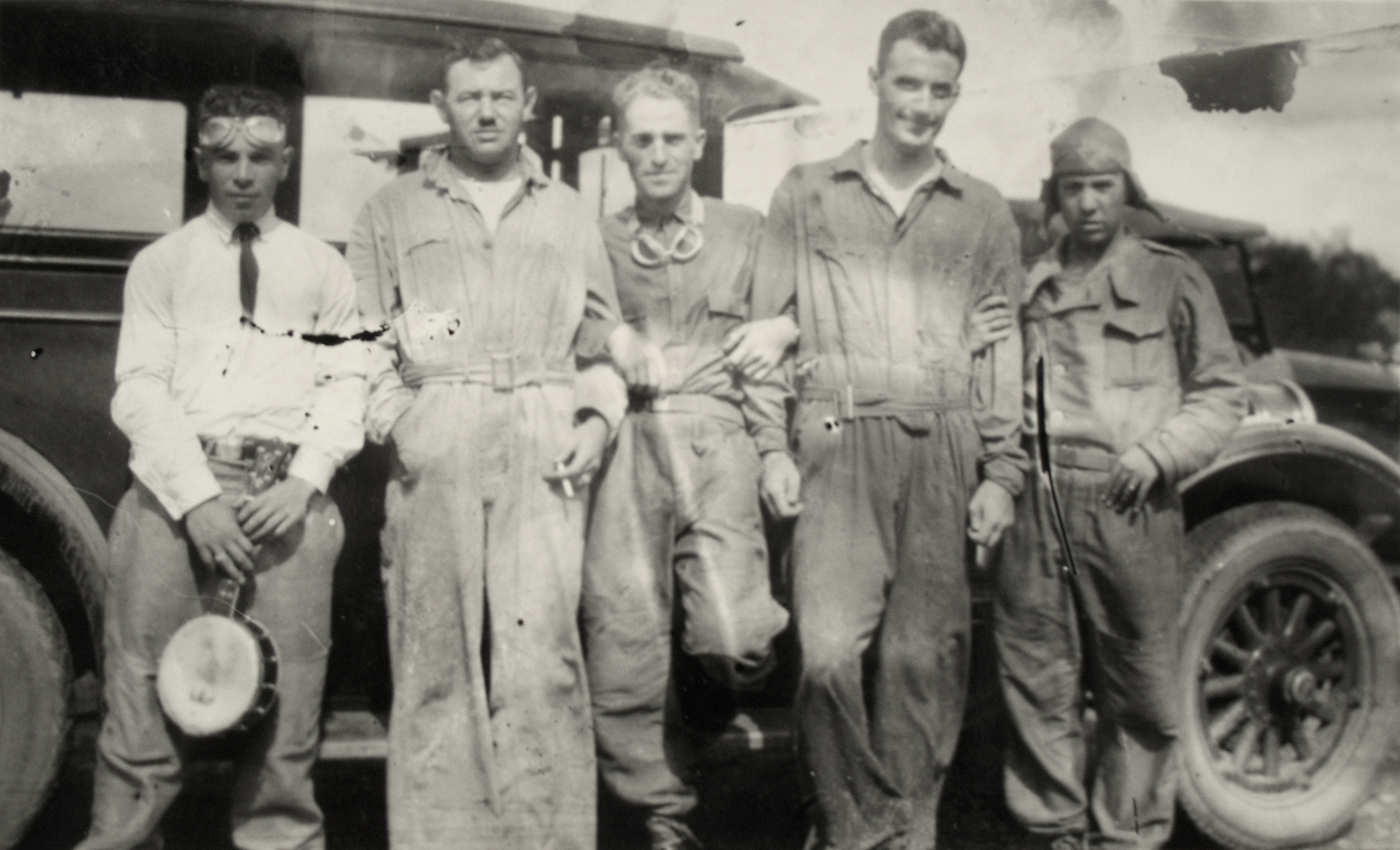
Alfredo Lezama Álvarez, Rafael Ponce de León i Luis Farell Cubillas al centre; A l'extrema dreta està Eliseo Martín del Camp (1924)

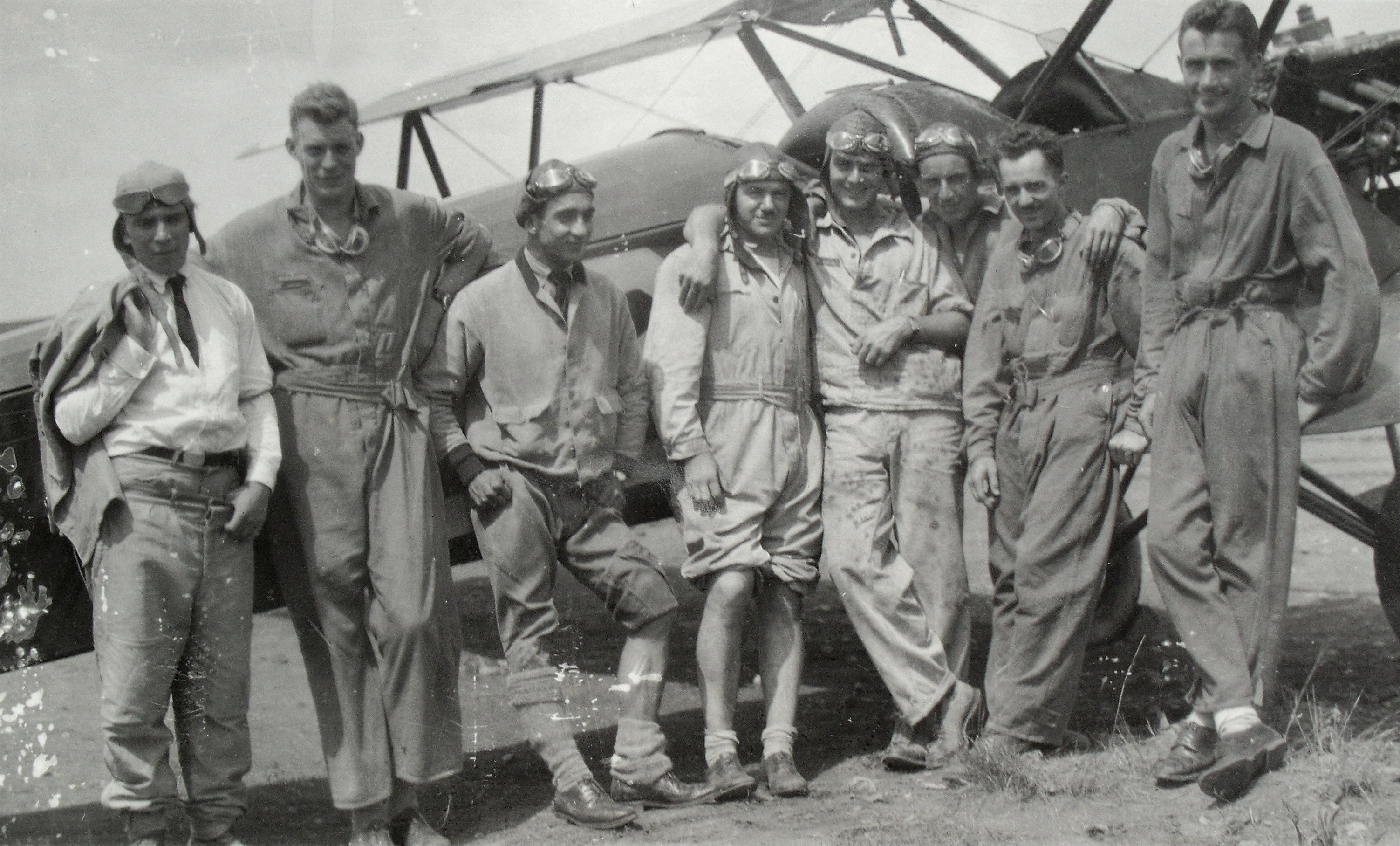
Alfredo Lezama Álvarez, X, Eliseo Martín del Camp, seguit de Rafael Ponce de León; el setè és Roberto Fierro. 1924.

Durant 1923 i 1929, Mèxic es va veure embolicat en diverses insurreccions de tipus religiós, territorial i militar, per la qual cosa es va requerir que la FAM es desplacés ràpidament per tot el país per donar suport a l'exèrcit federal. Aquesta era una època en la qual donada l'escassetat produïda per la guerra a Europa, Mèxic posseïa solament 18 avions: quatre biplans Brown Special i alguns TNCA fets a Mèxic. El Coronel O'Neill va reportar al general Plutarco Elías Calles que la majoria de la flota disponible (13 avions en servei i 5 en reparació) havia de ser reemplaçada, ja que no podia seguir-se usant per ser obsoleta i desgastada. Mèxic llavors va adquirir avions anglesos Avro 504K i 504J, els quals serien després fabricats a Mèxic amb el nom d'Avro Anáhuac. Així mateix, al maig de 1920 Mèxic va adquirir tretze bombarders bimotor Farman F-50.
El 7 de desembre de 1923 per part de l'expresident Adolfo de la Huerta, es va donar un cop militar conegut com a rebel·lió delahuertista contra del govern d'Álvaro Obregón, prenent com a arguments el Tractat de Bucareli i que Obregón pretenia portar a la presidència al general Plutarco Elías Calles. La situació va ser extremadament crítica perquè juntament amb Adolfo de la Huerta, es va revoltar aproximadament el seixanta per cent de l'exèrcit nacional. El desavantatge numèric de les forces federals enfront de la preponderància militar dels delahuertistas es va veure equilibrada i superada gràcies al fet que Obregón va aconseguir la venda d'armes, avions i pertrechos que va autoritzar el govern nord-americà. Ja començats els combats, Mèxic va rebre els avions de Havilland DH-4B amb motor Liberty, armats amb metralladores Lewis i Vickers i capaces de portar bombes. El 29 de gener de 1924 es va travar la batalla decisiva que va marcar el declinar dels aixecats en l'estació d'Esperanza, situada en els límits entre l'Estat de Puebla i Veracruz, en la qual van sortir vencedores les forces federals. D'aquí d'ara endavant els delahuertistas van ser derrotats en totes les batalles. Va caure Còrdova i després Orizaba. Poc després va caure el port de Veracruz, d'on el 5 de febrer va sortir fugint De la Huerta rumb al port de Frontera, Tabasco, per després embarcar-se cap a l'Havana amb destinació als Estats Units d'Amèrica. L'acompliment de la Força Aèria en aquest cop militar va ser decisiu per derrotar els rebels.
Quan el president Plutarco Elías Calles va impulsar la creació de l'Església Catòlica Apostòlica Mexicana, independent de Roma, es va deslligar un conflicte que, particularment a les zones rurals del país, va portar a una guerra civil coneguda com la Guerra Cristera que es va estendre de 1926 a 1929. Simultàniament, durant 1926 a 1927, la FAM va contraatacar a rebels armats yaquis a les muntanyes de l'estat de Sonora.
Al maig de 1927, mentre Obregón semblava imposar la presidència a Calles, el general Arnulfo R. Gómez es va declarar en rebel·lia contra Calles i Obregón. Les seves bases d'operacions van ser Puebla i especialment Veracruz, on va portar prop de 2000 soldats federals desertors. Els EUA van enviar a Mèxic més avions militars per contenir les rebel·lions internes. Una vegada modernitzada la FAM, el cop militar va ser sufocat.
El 3 de març de 1929 va esclatar un altre cop militar anomenat Rebel·lió escobarista o "Rebel·lió Renovadora", encapçalat pel general José Gonzalo Escobar. En aquestes dates, els avions de combat de la FAM consistien en gastats i baleados Bristol Fighter F-2B, Bristol Boarhound, De Havilland DH-4B i un Douglas O-2C la qual cosa no era adequat per contrarestar el poder d'Escobar.
En aquest context, el govern de Mèxic va convèncer el govern d'EE.UU. de fomentar la pau al sud de la seva frontera i de proporcionar ràpidament dotze nous avions Corsair O2O-2M amb motor Wasp R-1400 de 400 hp, nou Douglas O-2M, quatre Stearman C-3B i sis Waco Taperwing. Tan sols dues setmanes després de la petició, diversos pilots mexicans es van desplaçar a Brownsville, Texas i a Nova York per prendre possessió dels avions nous. Després de diverses batalles i atacs aeris, en el 25 de març de 1929, el general Callis va dirigir la decisiva i sagnant Batalla de Jiménez, Chihuahua. El Riu Florit dividia a les tropes de tots dos bàndols pel que l'artilleria i la Força Aèria van ser clau en la derrota d'Escobar.
Al maig de 1938 es va rebel·lar el general Saturnino Cedillo, i el president Lázaro Cárdenas es va traslladar personalment a Sant Luis Potosí per batre-ho. Sota el comandament del Coronel Alfredo Lezama Álvarez, es va organitzar un esquadró de combat mixt de 17 avions. Els pilots van volar diverses missions i van bombardejar i van metrallar als rebels amb eficàcia. Cedillo es va adonar que no podia enfrontar-se per força de la FAM en camp obert, per la qual cosa es va refugiar en els pujols de la regió Huasteca, on eventualment es van dispersar els seus homes abandonant-ho.
Els avions principals usats durant aquesta confrontació van ser els nous biplans Corsario V-99M els quals tenien cabina tancada, podien portar bombes i comptaven amb una metralladora 0.30 al morro i una altra flexible en la cabina posterior. També es van utilitzar els Fleet 21-M. Cedillo va ser mort per les forces federals en 1939.

### La Segona Guerra Mundial

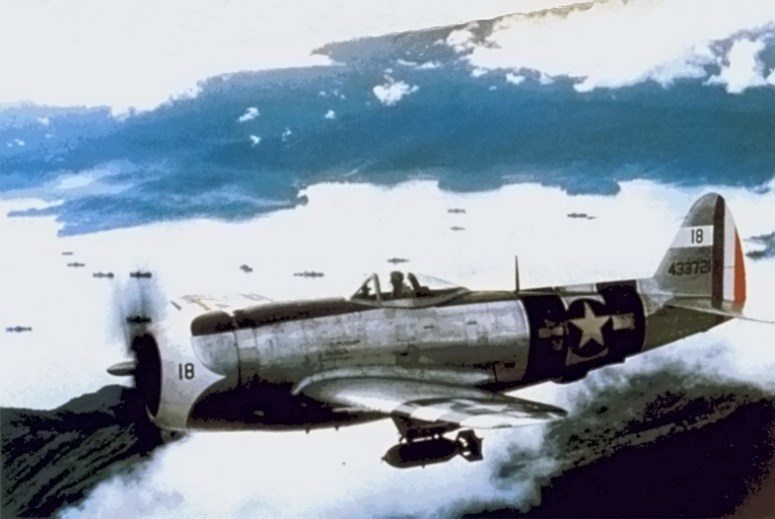
Un caça P-47D de la FAEM sobre les Filipines (1945)

Encara que a principis de la Segona Guerra Mundial Mèxic mantenia la seva posició de neutralitat, al maig de 1942 embarcacions mexicanes (Potrero del Llano, Faja de Oro, Túxpam i Las Choapas), van ser atacades en aigües del Golf de Mèxic per submarins alemanys, per la qual cosa el president Manuel Ávila Camacho va declarar que Mèxic estava en estat de guerra en contra d'Alemanya, Japó i Itàlia. cal aclarir que Mèxic va estar en estat de guerra, però mai els va declarar la guerra, ja que Mèxic té una política de neutralitat. Després d'avaluar la situació econòmica i militar del país, L'1 de juny de 1942, es va designar al Coronel Alfonso Cruz Rivera com a Comandant del 2.º Regiment Aeri i va ser enviat a la Caserna General de la Regió Militar del Golf a la Plaça de Veracruz, on li va ser assignada la vigilància del Golf de Mèxic, Mar Carib i Istme de Tehuantepec quedant al comandament dels Esquadrons 3r, 4t i 5è equipats amb avions “Vought O2O Corsair” i “Consolidated M21 (PT-11)” biplans, monomotores i per a dues places; armats amb bombes d'ús general i metralladora. En els dies subseqüents i de manera gradual aquests avions serien reemplaçats per monoplans AT-6B Texan amb similar armament però més moderns, maniobrables i veloços. A aquests avions se'ls va conèixer com els caça-submarins. Es van desplegar Esquadrons Aeris Orgànics en Tampico, Veracruz, Mèrida i Cozumel. Així mateix, va ordenar la creació de Punts d'Aterratge d'Emergència i de Serveis en Tuxpan, Ciudad del Carmen Tapachula i Chetumal.
Al juny de 1943 per disposició de la Superioritat el 2.º Regiment Aeri va passar revista de cessament per nova organització que es va donar per força aèria. El general Gustavo A. Salines Camiña Cap d'Aeronàutica Militar, va proposar davant la Superioritat al Coronel Cruz Rivera perquè en desaparèixer els Regiments Aeris, est quedés comissionat com a Comandant de Grup, amb el comandament del 2.º Grup d'Esquadrons Aeris compost pels Esquadrons 204, 205 i 206 la missió dels quals era proporcionar vigilància i protecció de combois marítims nacionals i estrangers que navegaven en el Golf de Mèxic, comprenent com a zona de responsabilitat l'àrea marítima entre Punta Isabel, I.O.A., fins a la part mitjana del Canal de Yucatán, Mèxic a 80 milles de la costa.
Les especificacions de vol assenyalaven activitats tals com:
- Patrulla de comboi
- Localització i exploració
- Exploració i vigilància
- Localització i vigilància
- Vigilància i ruta
- Vigilància costa i vaixells
- Reconeixement del terreny

Més tard, durant 1944 es va formar l'Esquadró 207 destacant-ho en Ixtepec, Oax. sumant-se al 2.º Grup d'Esquadrons Aeris.
Posteriorment, el president Manuel Ávila Camacho va decidir contribuir amb l'esforç bèl·lic aliat enviant un contingent l'actuació del qual anés significativa, sense representar un alt cost humà i econòmic.
A mitjan 1944, la SEDENA a través de les seves dependències va seleccionar al personal que integraria un Grup de Perfeccionament Aeri, que marxaria als I.O.A. a rebre entrenament per a una eventual participació en algun front de guerra encara no designat fora del país.
En el mes de juliol de 1944, es va enviar un grup integrat per 299 elements procedents de diverses unitats i dependències de l'exèrcit a capacitar-se als Estats Units d'Amèrica. Naturalment, es va seleccionar als millors pilots i tècnics de la Força Aèria, com el capità Pedro Martínez de la Petxina, entre molts altres valuosos elements. La unitat va quedar integrada sota el comandament del coronel Antonio Cárdenas Rodríguez. Aquest grup va ser anomenat Esquadró de Baralla 201 i el 27 de febrer de 1945, es va embarcar en el buc Fairisle en el port de San Francisco cap a Manila, Filipines.
Després de familiaritzar-se amb els procediments i la zona d'operacions, el dia 4 de juny de 1945 van començar els vols en zona de combat amb avions caça Republic P-47 Thunderbolt com a part de les unitats nord-americanes, acumulant més de 280 hores de vol en 59 missions de suport a les tropes de terra, bombardejant i metrallant les posicions nipones.

### Època contemporània
El 29 d'abril de 1955 el President de la República Adolfo Ruiz Cortines va nomenar Cap de la FAM al General Alfonso Cruz Rivera. És important assenyalar que la Força Aèria en 1955, no travessava un dels seus millors moments. Reduïda (al voltant de 30 avions operatius), obsoleta (la majoria dels seus avions provenien d'avions adquirits durant la passada Guerra Mundial) i descurada; amb escassos recursos i grans necessitats, amb poc interès per recuperar-la per l'alt cost que això significava i el desinterès de l'alt comandament de l'Exèrcit per augmentar el pressupost de la Força Aèria, la qual cosa va obligar el General Cruz Rivera a presentar un pla de recuperació congruent amb la situació econòmica. Les columnes en què va sostenir el seu pla integral van ser:
1. L'autonomia de la F.A. m. per tenir major poder de decisió.
2. Posar en servei més aeronaus al menor cost possible.

Com a Cap de la Força Aèria Mexicana, Cruz Rivera va buscar l'autonomia de la mateixa i crear la "Secretaria de l'Aire". Així mateix, va proposar una Llei Orgànica per la FAM la qual va anar àmpliament estudiada i dissenyada per l'Estat Major de la FAM. El novembre de 1955 es va dur a terme un debat en el Senat de la República pel que fa a la possibilitat i conveniència de crear la Secretaria de l'Aire. No obstant això, va ser la primera i última vegada que aquest tema es va tractar a alt nivell polític i malgrat la negativa a la proposta, est va ser un tema que es va especular durant molt temps.
Aquesta proposta va trobar forta oposició per a la seva realització. Es van presentar arguments inconvenients quant a la seva operació i administració, perquè suposadament es trencaria la coordinació entre cossos de terra i aire en operacions militars ordenades per la Secretària de la Defensa Nacional (SEDENA), a això calia agregar un alt gravamen al pressupost de la nació; no obstant això, es van acceptar alguns suggeriments per a la Llei Orgànica de la FAM. Així mateix, amb un President auster i amb la determinació de no fer despeses que considerava innecessaris, l'alt comandament de l'Exèrcit compost en la seva majoria per generals que procedien d'armes de terra (Cavalleria, Infanteria, etc.) que ocupaven els llocs de major jerarquia dins de la SEDENA, no van cedir possibilitats d'aconseguir la Secretaria de l'Aire.
En finalitzar el període al capdavant de la FAM el general Alfonso Cruz Rivera va aconseguir en un període de dos anys i mig la recuperació de material de vol "amb un pressupost summament limitat i que no considerava la compra d'avions" havent tirat a volar més de 140 avions en desfilada militar de 1958. Havent col·locat per força aèria en un nivell d'operativitat sense precedents.

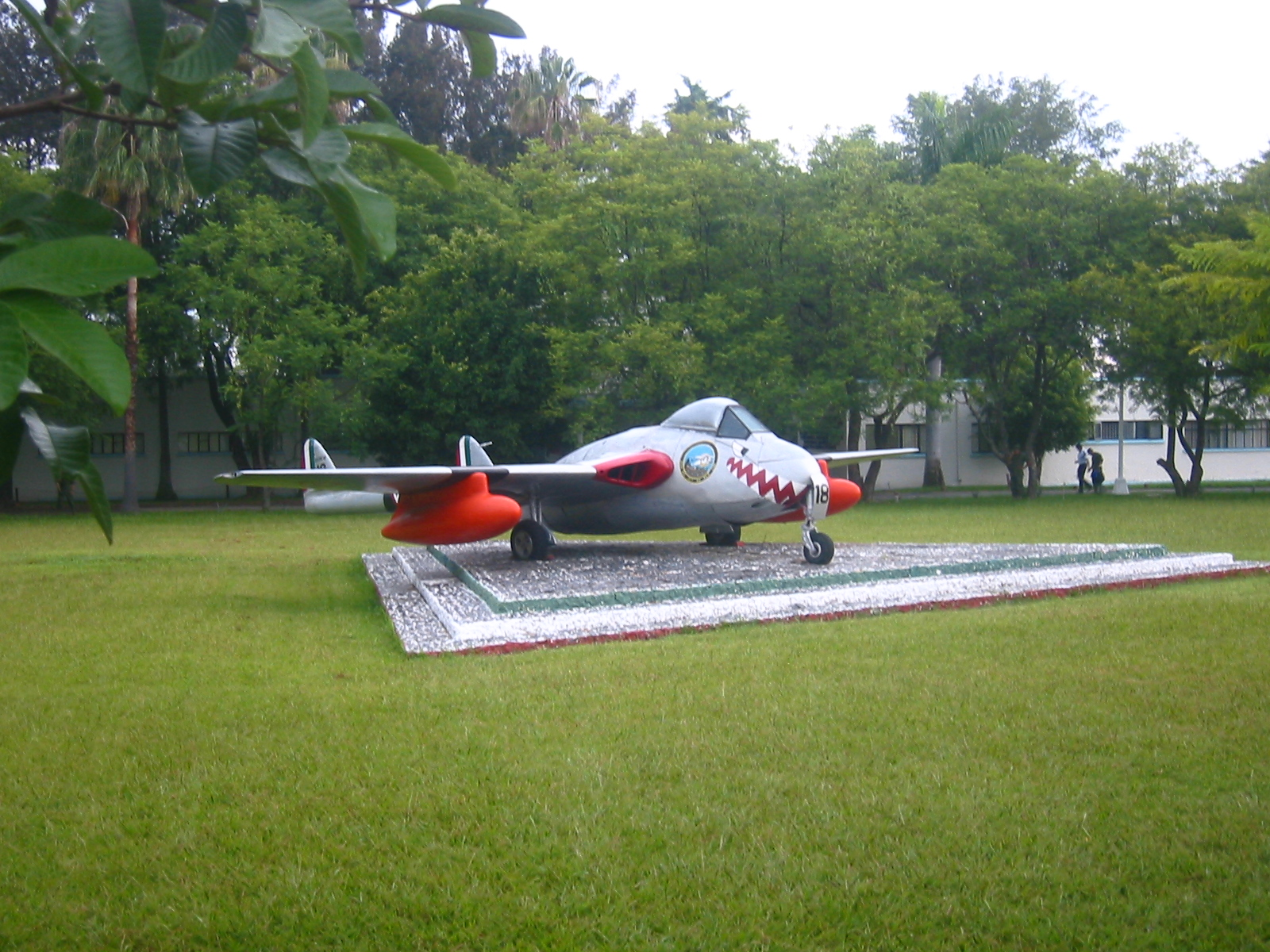
De Havilland Vampire de la FAM en el Col·legi de l'Aire.

Dos anys després del conflicte amb Guatemala, Mèxic va arribar a entrar en l'era jet, en rebre al febrer de 1961 15 avions De Havilland DH.100 Vampire i a l'any següent, 50 avions jet d'entrenament Lockheed T-33 Shooting Star, realitzant-se el 23 de maig de 1961 el primer vol d'un avió jet militar de la Força Aèria Mexicana, desgraciadament els DH.100 Vampire van ser donats de baixa en 1967 per pèrdues d'unitats en accidents ocasionats per falles mecàniques. Al cap de poc, en 1962, el govern mexicà va negociar l'adquisició d'equips d'ala rotativa (helicòpters) SA-3130 Alouette II i SA-3160 Alouette III, creant el primer esquadró de la seva classe. L'agost de 1982 es va iniciar l'era supersònica en incorporar dotze avions de combat supersònics Northrop F-5, creant-se l'Esquadró Aeri de Defensa 401. La flota dels F-5 mexicana es va adquirir en 1982 directament a Northrop que va lliurar dos avions biplaces F i 10 monoplaces I nous, i en el seu moment eren aeronaus tecnològicament avançades, a l'altura dels quals usava la mateixa Força Aèria dels Estats Units. La flota disminueixo amb la pèrdua de dues monoplaces un en 1983 i l'altre en 1995, i encara que es va intentar incrementar el nombre d'avions en 1986 i 2002 això no va ser possible per problemes econòmics o de logística.
En 1982 la flota de transports pesats de la FAM es reforça amb 6 avions Boeing 727 nord-americans i en 1990 són rebuts 7 avions Lockheed C-130 Hercules (models A, I, i K) nord-americanes, donats per Israel i el Regne Unit. Aquestes aeronaus, no van sofrir cap modificació, sent pintades en les instal·lacions de la FAM conservant el seu disseny original.
En donar-se a conèixer l'aixecament de l'Exèrcit Zapatista d'Alliberament Nacional l'1 de gener de 1994, la Secretaría de la Defensa Nacional immediatament va mobilitzar elements a la zona del conflicte en l'estat de Chiapas. La F.A. m. va transportar tropes i materials des de la Ciutat de Mèxic i ja estant en Chiapas va efectuar missions de reconeixement.
La FAM va equipar els seus avions Pilatus PC-7 d'entrenament amb metralladores i coets aire-terra, amb els quals del 2 al 12 de gener va efectuar missions de suport a les forces de terra i atacant posicions rebels en els voltants dels poblats de Sant Cristóbal de les Cases, Corralito, Les Margarides, María Auxiliadora i de la muntanya Tzontehuitz.
El 12 de gener el president Carlos Salinas de Gortari va ordenar un cessament unilateral del foc per part de les forces federals, ja que l'opinió pública va considerar que era una repressió de l'Estat excessiva en contra dels reclams indígenes no atesos dels zapatistes. Es van establir taules de negociacions que va acceptar l'EZLN i el conflicte armat es redimensionà a un conflicte social.
Si bé les forces armades van acabar les seves accions ofensives, es va crear un cinturó de seguretat i vigilància per contenir qualsevol reinicio d'hostilitats i es van reestructurar les unitats i posicions de la SEDENA en l'estat de Chiapas, entre elles la de la F.A. m.; reestructura que sempre ha estat ratllada com intimidatòria cap a la població civil pels simpatitzants amb la causa zapatista.
Cap a 1996 es va iniciar la trucada 'Era russa' amb l'adquisició dels helicòpters russos Mil Mi-8, Mil Mi-17, Mil Mi-26 i els avions Antónov An-32B. Amb la reestructura de la FAM els T-33 dels Esquadrons Jet de Baralla van ser reubicats en l'Esquadró Aeri 402 creat per operar a la Base Aèria Militar n.º 2 en Ixtepec en l'estat d'Oaxaca el dia 1 de gener de 1998. En 2002 i en 2004 es van adquirir les aeronaus més modernes de l'aviació militar mexicana, els sofisticats reactors brasilers Embraer 145 AEW&C de vigilància aèria, així mateix van ser rebuts 4 avions Fairchild C-26 Metroliner nord-americans de vigilància electrònica (igual que els Embraer).
En 2004 van ser rebuts 4 helicòpters nord-americans Sikorsky CH-53 Sea Stallion model D Yas'ur (variant israeliana de la companyia Israel Aerospace Industries) per laborar en l'EA-104 al costat dels EL MEU-26 Halo. A causa de les condicions econòmiques del 2014 es van donar de baixa 2 aparells i són usats com a font de recanvis per als altres 2 que es mantindran en servei.
El 7 d'octubre de 2006 són rebuts per la FAM dos avions Pilatus PC-9M matriculats com 2601 i 2602, malgrat que es creia trencada la relació de comerç entre Mèxic i Suïssa pel conflicte entre l'EZLN i la FAM (ocorregut en 1994). El 14 de setembre del 2011, un PC-9M es va accidentar en la BAM n.6 en Terán, Chiapas, a causa que una au es va impactar en el vidre de l'aeronau, la qual cosa va ocasionar que els pilots perdessin el control. El primer pilot va aconseguir ejectar-se a temps i sortir amb vida, encara que l'altre pilot va aconseguir eyectarse també, es va matar en estavellar-se en la pista de la base.
El secretari de la Defensa Nacional, general Guillermo Galván, va sol·licitar en 2006 una ampliació de 32 000 milions de pesos al pressupost de la SEDENA per modernitzar les forces armades, incloent l'adquisició de bucs, aeronaus i radars, el pressupost va ser aprovat per la Cambra de diputats, la FAM rebent $612 milions de pesos en 2007 i projectat rebre $1,000 milions de pesos en 2008.

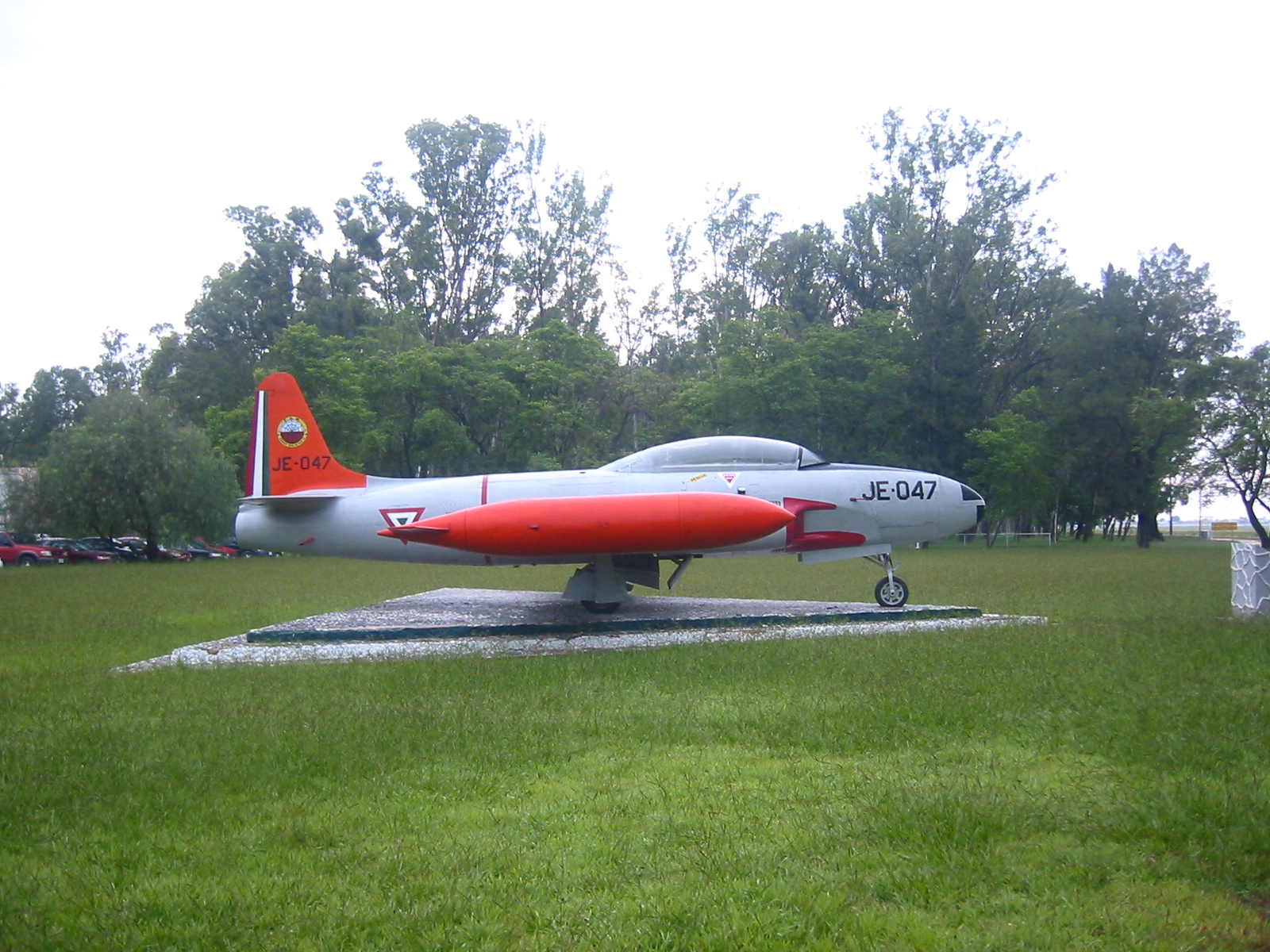
Lockheed T-33 de la FAM en el Col·legi de l'Aire.

El juliol del 2007, és donada de baixa la flotilla del T-33A. Durant 45 anys (1962–2007) el Lockheed T-33 va servir en les files de la Força Aèria Mexicana com l'únic avió instructor jet de l'aviació militar mexicana fins que va ser desactivat el 13 de juliol del 2007 en una cerimònia amb la qual es va acomiadar del servei actiu.
El 16 d'agost del 2010, la Força Aèria Mexicana va presentar dos avions EADS CASA C-295 de fabricació espanyola, Els dos primers avions que van arribar a Mèxic, amb matrícules 3201 i 3202 van realitzar els seus primers vols amb l'assessoria de tècnics espanyols, a més que els seus pilots van tenir una capacitació a Sevilla Espanya, on es troba el centre d'ensinistrament d'aquestes aeronaus. El 27 de gener de 2011 van causar alta altres dues aeronaus matrícules 3203 i 3204 amb el qual el nombre d'aquestes aeronaus arriba a cinc, ja que s'ha incorporat l'avió matrícula 3205.
El 7 de juliol del 2011 es va dur a terme la cerimònia de recepció dels dos primers helicòpters Eurocopter EC725 Super Cougar per a la Força Aèria Mexicana, planejant incorporar en els propers mesos un total de 12 d'aquests aparells. Encara que s'ha confirmat un tercer lot de 6 unitats més, es pretén comprar 50 unitats més. El 1º de maig del 2015, un EC-725 matrícula 1009 va ser derrocat en una emboscada a Guadalajara, Jalisco.
El 7 de juliol del 2011 es va fer l'anunci que Mèxic va adquirir 4 aeronaus de transport tàctic C-27J Spartan. El 16 de setembre del 2011, durant la desfilada militar de la Independència de Mèxic, el primer C-27J rebut va fer un barril d'aleró. El 19 del mateix mes es va fer la cerimònia de recepció del primer Spartan. El 27 de gener del 2012 es va incorporar la segona aeronau que anava a participar en el dia de la FAM del 2012 i per a agost d'aquest any les 2 últimes aeronaus ja havien arribat.
El 22 d'agost del 2012, en les instal·lacions de la Base Aèria Militar n.º 1, en una cerimònia encapçalada pel general Leonardo González García, comandant de la Força Aèria Mexicana es va donar la tradicional benvinguda a les quatre primeres aeronaus Hawker Beechcraft T-6C+ Texan II (d'una comanda de 6 unitats) que seran utilitzades per a entrenament a l'Escola Militar d'Aplicació Aero-tàctica de la Força Aèria (I.M.A.A.T.F.A.), on actualment s'imparteix ensinistrament tàctic en vol als pilots aviadors militars d'aquesta institució armada. Amb el T-6C+ es durà a terme la transició d'aeronaus amb instrumentació analògica a aeronaus amb tecnologia digital de tercera generació, la qual incrementarà la capacitat operativa dels pilots aviadors amb la intenció de la conformació d'esquadrons aeris d'intercepció, que complementin el sistema de defensa de la Força Aèria Mexicana.
En el 2013, la Força Aèria Mexicana (FAM) va iniciar el pla de modernització de la seva flota amb una inversió inicial d'una mica més de 100 milions de dòlars, en tretze aeronaus. Les noves aeronaus són:
1.-Sis helicòpters AgustaWestland AW109SP, el preu unitari dels helicòpters, de fabricació italiana, amb un preu de 8,21 milions de dòlars cadascun seran destinats al transport de personal, amb capacitat para fins a sis passatgers i dos tripulants. D'aquests almenys dos es troben en un esquema de camuflatge i operen tant amb la FAM com amb la AARM.
2.- Un jet executiu Bombardier Challenger 600, aquest nou jet executiu posseeix major potència d'enlairament i millor maniobrabilitat. Té capacitat per a nou passatgers.
3.- Un segon lot de sis avions d'entrenament i suport tàctic nous Beechcraft Texan T-6C+ (aquest segon lot forma part del "Programa Sectorial de Defensa Nacional 2013-2018").
La Força Aèria Mexicana (FAM) opera al Texan a l'Escola Militar d'Aplicació Aerotàctica de la Força Aèria (E.m.a.at.F.A.) i aquesta per equipar als seus esquadrons aeris 201 (Cozumel, Q. Rosego.), 203 (El Xiprer, B.C.), 204 (Hermosillo, Són.) i 402 (Ixtepec, Oax.). Es pretén aconseguir a mitjà termini iniciar de manera escalonada el reemplaçament dels avions Pilatus PC-7 de càrrec en la FAM. Cada esquadró posseirà 12 avions T-6 Texan, fent un total de 60 unitats.
Respecte al Boeing 787, la Secretaria de Comunicacions i Transports (SCT) va informar a Proceso.com.mx que l'avió presidencial adquirit per la presidència de la República estarà llest “per ser utilitzat” fins a setembre de 2015 i va detallar que es “exploren” diverses formes de finançament d'aquesta adquisició. La resposta oficial detalla que “l'Administració Federal anterior (presidència de Felipe Calderón Hinojosa) va contractar amb The Boeing Company l'adquisició d'una aeronau modelo Boeing 787-8, MSN 40695 per un preu total de 127.348.857 dòlars”
Fins a l'11 de setembre del 2014, el govern federal mexicà ha invertit 316 milions 99,420 pesos en la compra del nou avió presidencial, la qual cosa representa amb prou feines 4.6 per cent del cost total que serà pagat en 15 anys per a l'adquisició de la nova aeronau que serà lliurada el proper any per a ús del president de la República.
El preu de llista del 787 és de més de 200 milions de dòlars, però el govern mexicà va obtenir un descompte de 70 milions de dòlars, doncs el proper avió presidencial es va comprar sota l'acord en què Aeroméxico va tancar la compra de 100 avions a Boeing, 90 737-8 MAX i 10 avions 787 addicionals.
L'anterior també perquè aquest avió era l'avió de prova N° 6 de Boeing matrícula ZA-006. Sent el segon Dreamliner a usar els motors GEnx-1B, l'avió matrícula ZA005 va ser el primer. També va ser utilitzat per a proves d'efectes electromagnètics de radiofreqüència d'alta intensitat i per ETOPS.
El 22 d'abril del 2015, en inaugurar-se la Fira Aeroespacial Mèxic 2015 duta a terme en la BAM n.º 1 es va donar la benvinguda al primer avió d'entrenament alemany Grob G-120TP (d'una comanda de 25 unitats, amb opció d'ordenar 15 addicionals), així com la benvinguda al primer helicòpter Bell 407GX (d'una comanda de 15 unitats, destinats a reemplaçar als Bell 206 de l'EA-111, que volen en la BAM n. º5, en Zapopan, Jalisco). Amb el Grob G-120TP s'ampliarà la capacitat de l'entrenament bàsic i avançat a l'Escola Militar d'Aviació (I.M.A.) al costat dels avions Cessna 182 de l'EA-105, els avions Aermacchi SF-260AM i els avions Pilatus PC-7. Els Grob G-120TP van matriculats del 6301 al 6325 i els Bell 407GX del 1300 al 1314, s'espera que en el transcurs del 2015 acabin d'arribar aquestes aeronaus noves.

## La Força Aèria avui
A pesar que Mèxic és un país que no té enemics, la FAM és molt activa, ja que ha incrementat el suport a la guerra contra el narcotràfic a Mèxic. La FAM té una flota aèria militar per cobrir les necessitats del país, constituïda per aeronaus de combat, transport, entrenament, reconeixement i guerra electrònica, entre d'altres.
Addicionalment, la Força Aèria proporciona auxili a la població civil en casos de desastres naturals o contingències variades, transportant queviures i medicaments entre d'altres. Un clar exemple és el de la inundació de l'Estat de Tabasco i Chiapas del 2007 i l'espectacular pont aeri entre la Ciutat de Mèxic i Villahermosa. La FAM també representa a Mèxic amb ajuda humanitària a altres països en cas que la necessitin.
L'emblema principal de la Força Aèria i escarapel·la en les seves aeronaus està conformat per tres triangles equilàters invertits, concèntrics, i amb els colors vermell, blanc i verd, de l'exterior al centre. La distància dels centres de cada triangle a la vora exterior de cada triangles està en la proporció 1 (verda), 2 (blanc), 3 (vermell).
L'emblema s'exhibeix en tots dos costats del fuselatge de les aeronaus, excepte per alguns dels avions de l'Hangar Presidencial. Un altre distintiu de les aeronaus de la FAM consisteix en tres ratlles verticals verd-blanc-vermelles en el timó d'adreça. En alguns avions de vigilància se suprimeixen les ratlles del timó i la escarapel·la es pinta en tres tons de gris. Aquest emblema, també conegut com a "Triangle FAM", s'empra a més en els dissenys de les rodelles que porten les tripulacions en la seva vestimenta, així com en els dissenys dels escuts dels planters d'educació militar de la FAM.

### Parades aèries
Després de l'accident de 1995 i una breu parada aèria en 2001, a partir de l'any 2007 es van reprendre les presentacions del poder aeri de la FAM, amb passades en formació d'avions F-5, PC-7, C-130, etc. reprenent el compromís que té la institució amb el poble. cal destacar l'aterratge per part dos helicòpters UH-60 Black Hawk en la planxa del sòcol. En les parades aèries de 2008, 2009 i 2010, es va agregar a l'aterratge d'un AS565MB Panter de part de l'Armada de Mèxic. L'any 2011, es va canviar el tipus d'helicòpter pel modern i nou EC-725 Cougar. cal destacar que aquesta vegada, solament es va emprar per a un descens a rapel, un descens breu a la planxa i un immediat enlairament.

### Demostracions aèries
El 10 de febrer de 1993, es va marcar una nova fita en la història de l'Aviació Mexicana, ja que se celebrava per primera vegada amb una demostració aèria el dia de la Força Aèria Mexicana (FAM), per a tal efecte les portes de la Base Aèria Militar n.º 1 a Saint Lucia eren obertes al públic perquè poguessin presenciar les maniobres dels joves pilots de la FAM.
Com a part dels actes es va convidar a un contingent de la Força Aèria dels Estats Units (USAF) perquè participés en aquests esdeveniments traslladant un avió C-141 Starlifter de transport i dues caces de superioritat aèria F-15C. La visita dels avions F-15 es va realitzar entre els dies 8 a 12 de febrer de 1993, quan van ser desplegats cap a la Base Aèria Militar n.º 1 de la FAM, amb la finalitat de participar en l'exhibició aèria. Els avions pertanyien al 325 TFST amb base en Tyndall AFB en la Florida. Un d'aquests avions amb matrícula 471 va estar en exhibició estàtica juntament amb els altres avions de la FAM.
Com a part de l'exhibició estàtica es trobaven en primer lloc el F-15C convidat de la USAF, un Boeing 727-100 de l'Esquadró Aeri de Transport Logístic, un Lockheed C-130A de l'Esquadró Aeri de Transports Pesats 310, diversos helicòpters Bell-212 i MD-530F, a més d'un Pilatus PC-7 i un F-5I de l'EAD 401.
El 27 d'agost del 2011, es va dur a terme el primer espectacle aeri "La Gran Força de Mèxic", fet inèdit, al que van assistir 138.000 persones en la BAM n. º 1. En punt de les deu del matí, va iniciar l'Espectacle amb una passada en formació de nou Pilatus PC-7 deixant un deixant de fum de colors, la qual cosa va fer que l'audiència llancés una ovació de goig, després d'això van seguir diverses passades i una formació de tres Stearman PT-17 que van llançar sobre el públic papers de colors que van ser recollits pels nens (que sumaven diversos milers); El següent va ser la passada en perfecta formació d'un Boeing 727 flanquejat per dues caces Northrop F-5I, que posteriorment van realitzar la seva presentació amb diverses passades en formació, en perfecta sincronia, maniobres vistoses com a vols frontals i creus així com vols invertits, aquest últim dut a terme per un F-5F que portava una decoració commemorativa del vol de don Francisco I. Madero, primer cap d'Estat que va viatjar amb avió, el 30 de novembre de 1911.
Després de la presentació dels caces supersònics va ser el torn d'un parell d'helicòpters Bell 206, que van realitzar una demostració de fumigació. Mentre una aeronau fumigava, la segona donava cobertura aèria; va seguir una demostració de metralleig de part dels Pilatus PC-7; posteriorment va tocar el torn a la formació composta per un avió C-130 Hèrcules i 4 avions CASA C-295M que van llançar paracaigudistes per després continuar amb el llançament en caiguda lliure de forces especials des d'un parell de veterans IAI Arava de fabricació israeliana que volaven a 10,000 peus d'altura.
Potser una de les demostracions que més van agradar al públic va ser la presentada per personal de forces especials, que a bord d'helicòpters Mil-El meu 17 es van llançar en cordes en una simulació de desplegament, mentre al voltant d'ells volaven els MD-530F donant cobertura, per després ser extrets del terreny en la mateixa forma. Posteriorment, van efectuar una passada 2 esquadrons de 12 avions Pilatus PC-7 cadascun, després un Pilatus PC-6 Porter va realitzar la seva demostració d'enlairaments i aterratges en pistes curtes sense preparació i l'Equip Acrobàtic del Col·legi de l'Aire va realitzar la seva taula acrobàtica, després el C-130 i els C-295M van realitzar 2 passades a baixa altura; l'esdeveniment va concloure amb una flor de lis executada per l'Equip Acrobàtic del Col·legi de l'Aire, mentre 3 Pilatus PC-7 en vol anivellat llançaven novament fum de colors de la bandera nacional.
El 25 d'agost del 2012, es va dur a terme el segon espectacle aeri "La Gran Força de Mèxic", en la BAM n. º 1. Es va comptar amb 65 aeronaus tant en estàtic com en vol. Les formacions que es van fer van ser:
1. 2 passades de 9 avions Pilatus PC-7 en formació diamant (en la primera passada van llançar fum de colors de la bandera nacional, donant inici a l'espectacle).
2. 2 passades de 2 avions Boeing Stearman PT-17 llançant papers de colors.
3. Salt en massa dels fusellers paracaigudistes des de 2 avions CASA C-295M i des d'un avió C-130 Hèrcules.
4. Salt de paracaigudistes en caiguda lliure des de 2 helicòpters EL MEU-17.
5. 2 passades d'un avió Boeing 727 escortat per 4 avions F-5.
6. Taula acrobàtica de 3 avions F-5I i 1 avió F-5F de l'Esquadró Aeri 401.
7. Demostració de fumigació amb 2 helicòpters Bell 206.
8. Demostració d'atac a terra amb 2 helicòpters MD-530F.
9. Infiltració i exfiltració de forces especials per mitjà de 4 helicòpters Bell 412 i 3 helicòpters EC-725 Cougar.
10. Demostració d'atac a terra amb 6 avions Pilatus PC-7.
11. 3 passades de 2 grups aeris de 12 avions Pilatus PC-7 cadascun.
12. 2 aterratges curts amb un avió Pilatus PC-6 Porter.
13. Presentació de 3 avions T-6 Texan.
14. 2 passades de 4 avions CASA C-295M, 3 avions C-27J Spartan i 3 avions C-130 Hèrcules.
15. Presentació i aterratge dels helicòpters de la FAM (3 EC-725 Cougar, 3 Bell 412, 3 LA MEVA-17, 6 Bell 206 i 2 MD-530F).
16. Taula acrobàtica de l'Equip Acrobàtic del Col·legi de l'Aire.
17. Flor de lis executada per l'Equip Acrobàtic del Col·legi de l'Aire, llançant fum de colors de la bandera nacional.[49]

El 24 d'agost del 2013 es va dur a terme el tercer espectacle aeri "Forces Armades, Passió Per Servir A Mèxic", en la BAM n. º 1., el quin es va realitzar de la següent manera.
1. 3 passades de 9 avions Pilatus PC-7 en formació diamant (en la primera passada van llançar fum de colors de la bandera nacional, donant inici a l'espectacle).
2. 2 passades d'un avió Boeing 727 escortat per 4 avions F-5.
3. Taula acrobàtica de 3 avions F-5I i 1 avió F-5F de l'Esquadró Aeri 401.
4. Demostració d'atac a terra amb 3 avions Pilatus PC-7.
5. Demostració de fumigació amb 4 helicòpters Bell 206.
6. Demostració d'atac a terra amb 2 helicòpters MD-530F.
7. Infiltració i exfiltració de forces especials per mitjà de 2 helicòpters Bell 412 i 3 helicòpters EC-725 Cougar.
8. Salt en massa dels fusellers paracaigudistes des de 2 avions CASA C-295M i des d'un avió C-130 Hèrcules.
9. Salt de paracaigudistes en caiguda lliure des de 2 helicòpters EL MEU-17.
10. 2 passades de 2 grups aeris de 12 avions Pilatus PC-7 cadascun.
11. Taula acrobàtica de l'Equip Acrobàtic del Col·legi de l'Aire.
12. 3 passades d'un avió C-27J Spartan en punta de fletxa amb 5 avions T-6 Texan (en la tercera passada, aquesta formació va realitzar una flor de lis).
13. Taula acrobàtica de l'Equip Acrobàtic de la EMAATFA.
14. Aterratge curt amb un avió Pilatus PC-6 Porter.
15. 2 passades de 4 avions CASA C-295M, 2 avions C-27J Spartan i 2 avions C-130 Hèrcules.
16. Presentació i aterratge dels helicòpters de la FAM (3 EC-725 Cougar, 2 Bell 412, 2 LA MEVA-17, 6 Bell 206 i 3 MD-530F).
17. 2 passades de 3 avions Boeing Stearman PT-17 llançant papers de colors.
18. Passada anivellada de 18 avions Pilatus PC-7, llançant fum de colors de la bandera nacional.[50]

El 23 d'agost del 2014 es va dur a terme el quart espectacle aeri "Forces Armades, Passió Per Servir A Mèxic", en la BAM n. º 1., el quin es va realitzar de la següent manera.
1. Passada de 8 avions T-6 Texan en "V", llançant fum blanc.
2. Passada d'un avió Boeing 727 escortat per 2 avions F-5I.
3. Taula acrobàtica de 2 avions F-5I de l'Esquadró Aeri 401.
4. Infiltració i exfiltració de forces especials per mitjà de 2 helicòpters Bell 412 i 3 helicòpters EC-725 Cougar.
5. Demostració d'atac a terra amb 3 avions Pilatus PC-7.
6. Demostració d'atac a terra amb 2 helicòpters MD-530F i 2 helicòpters UH-60L Black Hawk.
7. Aterratge curt amb un avió Pilatus PC-6 Porter.
8. Salt en massa dels fusellers paracaigudistes des de 4 avions CASA C-295M.
9. Passada d'un grup aeri de 15 avions Pilatus PC-7.
10. Taula acrobàtica de l'Equip Acrobàtic del Col·legi de l'Aire.
11. Salt de paracaigudistes en caiguda lliure des d'un avió C-130 Hèrcules.
12. Presentació i aterratge dels helicòpters de la FAM (3 EC-725 Cougar, 2 UH-60L Black Hawk i 3 Bell 412).
13. Passada de 4 avions CASA C-295M, 3 avions C-27J Spartan i 1 avió C-130 Hèrcules.
14. 2 passades de 2 avions Boeing Stearman PT-17 llançant papers de colors.
15. Taula acrobàtica de l'Equip Acrobàtic de la EMAATFA.
16. Trencament en formació executat per l'Equip Acrobàtic del Col·legi de l'Aire i passada anivellada de 9 avions Pilatus PC-7, llançant fum de colors de la bandera nacional.[51]

Des del 10 de febrer del 2013 s'han realitzat demostracions aèries en la BAM n. º 1. commemorant l'aniversari de la creació d'aquesta força armada, en les quals la FAM ha participat amb personal de forces especials a bord d'helicòpters, així com amb salt de tropes aerotransportades i taules acrobàtiques realitzades per l'Esquadró Aeri 401, l'Equip Acrobàtic de la EMAATFA i l'Equip Acrobàtic del Col·legi de l'Aire. El 10 de febrer del 2015 es va dur a terme una cerimònia en la BAM núm. 5. encapçalada pel president de Mèxic Enrique Peña Nieto per inaugurar les noves instal·lacions del Col·legi de l'Aire i en commemoració al centenari de la Força Aèria Mexicana, en aquest esdeveniment va estar present l'Equip Acrobàtic de la EMAATFA, l'Esquadró Aeri 201, un F-5I de l'Esquadró Aeri 401 i l'Equip Acrobàtic del Col·legi de l'Aire (el quin té la seu en aquesta base aèria).
Del 22 al 25 d'abril del 2015 es va realitzar la Fira Aeroespacial Mèxic 2015 en la BAM núm. 1, en la qual van estar presents tots els avanços tecnològics en l'aviació militar i va participar el personal de la FAM amb llançament de tropes aerotransportades, passades dels avions de transport i helicòpters, així com les taules acrobàtiques realitzades per l'Esquadró Aeri 401, l'Equip Acrobàtic de la EMAATFA (al moment d'acabar la seva participació, van perdre un element després d'una col·lisió) i l'Equip Acrobàtic del Col·legi de l'Aire.
El 22 d'agost del 2015 es va dur a terme el cinquè espectacle aeri "Força Aèria Mexicana, 100 anys de Lleialtat", en la BAM n. º 1., el quin es va realitzar de la següent manera.
1. Flor de lis executada per 4 avions F-5.
2. 2 passades executades per l'avió més vell de la FAM, un veterà Boeing Stearman PT-17 llançant papers de colors.
3. Demostració d'atac a terra amb 3 avions Pilatus PC-7.
4. 2 passades d'un avió Boeing 727 escortat per 4 avions F-5.
5. Taula acrobàtica de 3 avions F-5I i 1 avió F-5F de l'Esquadró Aeri 401.
6. Demostració d'atac a terra amb 2 helicòpters UH-60L Black Hawk.
7. Infiltració i exfiltración de forces especials per mitjà de 2 helicòpters Bell 412 i 3 helicòpters EC-725 Cougar.
8. Demostració de fumigació amb 3 helicòpters Bell 407GX.
9. Demostració d'extinció d'incendis amb 3 helicòpters EL MEU-17.
10. Salt de paracaigudistes en caiguda lliure des d'un avió CASA C-295W.
11. Salt en massa dels fusellers paracaigudistes des d'un avió CASA C-295W, des de 2 avions CASA C-295M i des d'un avió C-130 Hèrcules.
12. 2 passades de 2 grups aeris, el primer conformat per 16 avions T-6 Texan i el segon conformat per 9 avions Grob G-120TP.
13. Presentació i aterratge dels helicòpters de la FAM (3 EC-725 Cougar, 2 UH-60L Black Hawk, 4 Bell 412, 7 LA MEVA-17, 4 Bell 407GX i 4 MD-530F).
14. Taula acrobàtica de l'Equip Acrobàtic de la EMAATFA.
15. 2 passades d'un grup aeri de 15 avions Pilatus PC-7.
16. Passada de 2 avions CASA C-295W, 5 avions CASA C-295M, 3 avions C-27J Spartan i 1 avió C-130 Hèrcules.
17. Taula acrobàtica de l'Equip Acrobàtic del Col·legi de l'Aire.
18. Passada anivellada de 8 avions Pilatus PC-7 (4 a l'esquerra i 4 a la dreta) i d'11 avions T-6 Texan (centre) llançant fum de colors de la bandera nacional.[56]

## Organització
La FAM depèn de la Secretària de la Defensa Nacional (SEDENA), dependència que agrupa a l'Exèrcit i per força Aèria. El pressupost de la mateixa sempre ha beneficiat a l'Exèrcit enfront de la seva contrapartida aèria, de manera que la FAM sempre ha estat política i pressupostàriament a costa dels alts comandaments de l'Exèrcit, la qual cosa a vegades li ha impedit poder recolzar aquelles missions que es consideressin pròpies d'una força aèria independent. Mèxic és l'únic país al món en el qual la Força Aèria està supeditada a l'Exèrcit.
Els elements de la Força Aèria Mexicana estan distribuïts en 18 bases aèries i 9 estacions aèries militars, adscrites al seu torn en cadascuna de les 4 regions aèries amb què explica el país. Mèxic és un país molt particular en matèria de defensa, ja que no té hipòtesi de cap conflicte. No obstant això, la seva defensa aèria és ineficient, ja que el país compta amb una superfície total d'1.964.375 quilòmetres quadrats, la qual cosa ho converteix al país número 14 en grandària de territori. El cap de la FAM està en el sisè nivell de comandament de la SEDENA.
El Comandant de la Força Aèria Mexicana està a càrrec d'aquesta força armada i es troba sota les ordres del Secretari de la Defensa Nacional (SEDENA). El segon a càrrec de la FAM és el Cap de l'Estat Major de la Força Aèria, de qui al seu torn depenen el Sotscap Operatiu i el Sotscap Administratiu.
Caserna General de la Força Aèria
- Comandament.
- Ayudantía i Secretaria Particular.

Prefectura d'Estat Major de la Força Aèria
- Subjefatura Administrativa de l'Estat Major de la Força Aèria
  - Secció Primera (Recursos Humans)
  - Secció Quarta (Logística)
  - Secció Secretaria(S. S.).
- Subjefatura Operativa de l'Estat Major de la Força Aèria
  - Secció Segona (Intel·ligència)
  - Secció Tercera (Operacions)
  - Secció Cinquena (Planes Estratègics)
  - Secció Sisena (O.A.C.N.)
  - Secció de Transmissions (S.T.I.M.F.A.).
- Adreça de Proveïment de Material Aeri
- Adreça de Control Militar de Vols
- Adreça de Manteniment de Material Aeri
- Adreça de Material Aeri Electrònic
- Adreça de Material Bèl·lic de la Força Aèria
- Adreça del Servei Meteorològic
- Ayudantía General

La infraestructura de la FAM s'organitza com segueix:
| Seu                                | Totals  |
| ---------------------------------- | ------- |
| Comandància                        | 1       |
| Regions Aèries                     | 4       |
| Esquadrons                         | 24 (+2) |
| Grups                              | 5 (+1)  |
| Ales                               | 2       |
| Bases Aèries Militars              | 18      |
| Planters d'Educació                | 4       |
| Centres d'Ensinistrament           | 3       |
| Estacions Aèries Militars          | 9       |
| Estacions Meteorològiques Militars | 33      |
| Graons de Manteniment              | 8       |
| Graons de Manteniment Electrònic   | 7       |
| Dipòsits de Proveïments Aeris      | 19      |
| Estacions de Radar                 | 3       |

### Regions i bases aèries
La regió aèria és aquella porció de l'espai aeri situat sobre una o més zones contigües o entitats federatives, en la qual els organismes de la Força Aèria proporcionen seguretat i defensa, i atenen assumptes de seguretat interior en coordinació amb altres Forces Armades o amb qualsevol institució de la Federació. Cada regió aèria s'integra de: caserna general; bases aèries; estacions aèries, i altres organismes.
La FAM compta amb 18 bases aèries, cadascuna pertany a certa regió geogràfica al país.
Regions:
| Regió     | Seu                           | Estats que la conformen |
| --------- | ----------------------------- | --- |
| Centre    | Saint Lucia, Mex.             | Aguascalientes, Colima, Districte Federal, Guanajuato, Guerrero, Hidalgo, Jalisco, Estat de Mèxic, Michoacán, estat de Morelos, Nayarit, Puebla, Querétaro, Tlaxcala, parteix centre i nord de Veracruz i Zacatecas. |
| Sud-est   | Tuxtla Gutiérrez, Chis.       | Campeche, Chiapas, Oaxaca, Quintana Roo, Tabasco, parteix sud de Veracruz i Yucatán. |
| Nord-oest | Hermosillo, Són.              | Baixa Califòrnia, Baixa Califòrnia Sud, Sinaloa, Sonora |
| Nord-est  | Chihuahua, Estat de Chihuahua | Chihuahua, Coahuila, Durango, Nuevo León, San Luis Potosí, Tamaulipas |

Bases aèries militars (BAM):

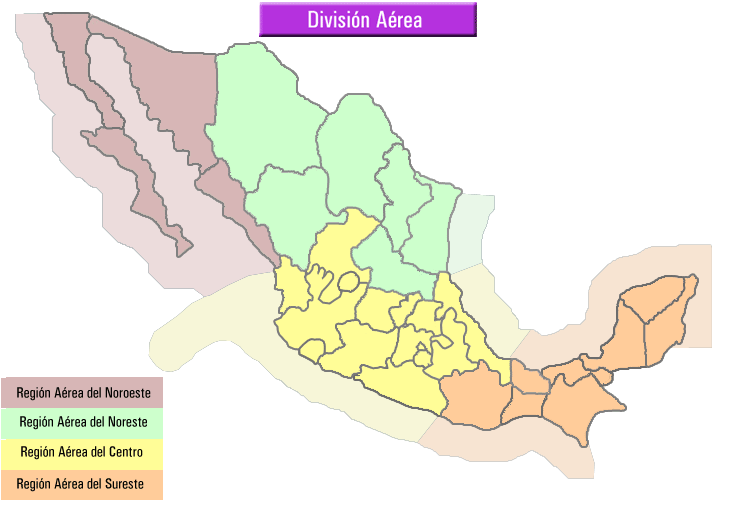
Divisions àrees de l'espai aeri mexicà.

Les Bases Aèries són organismes operatius i administratius que es troben subordinades a les Zones; tècnica i administrativament, així com per a la coordinació de les operacions aèries, a les Regions Aèries; s'integren amb unitats de vol i organismes de servei; tenen sota la seva responsabilitat l'espai aeri assignat per la Comandància de la Força Aèria.
Les Bases Aèries, tenen com a propòsit la conducció i suport de les operacions aèries militars que es realitzen per proporcionar la seguretat i defensa de l'espai aeri assignat, així com coadjuvar a la seguretat interior de conformitat a les ordres girades per la Zona, la Regió Aèria, la Comandància de la Força Aèria i la Secretaria.
Les Bases Aèries s'integren amb:
- Caserna General;
- Unitats de Vol;
- Serveis Tècnics de la Força Aèria, i
- Serveis Tècnics i Administratius.

| BAM n.º | Ubicació                            | Nom                                                                              | Regió     |
| ------- | ----------------------------------- | -------------------------------------------------------------------------------- | --------- |
| 1       | Saint Lucia, Mex.                   | Base aèria núm. 1 Saint Lucia General Alfredo Lezama Álvarez                     | Centre    |
| 2       | Ixtepec, Oax.                       | Base aèria núm. 2 Ixtepec General Antonio Cárdenas Rodríguez                     | Sud-est   |
| 3       | Ancorada, B.C.                      | Base aèria núm. 3 El Xiprer General Alberto L. Salines Carranza                  | Nord-oest |
| 4       | Cozumel, Q.R.                       | Aeroport Internacional de Cozumel General Eduardo Aldasoro Suárez                | Sud-est   |
| 5       | Zapopan, Jal.                       | Base aèria n.° 5 Zapopan Capità Emilio Carranza Rodríguez                        | Centre    |
| 6       | Tuxtla Gutiérrez, Chiapas           | Base aèria núm. 6 Terán General Ángel H. Cabirol Molina                          | Sud-est   |
| 7       | Acapulco, Gro.                      | Base Aèria núm. 7 Peu de la Cuesta Gustavo G. León González                      | Centre    |
| 8       | Mèrida, Yuc.                        | Aeroport Internacional Manuel Crescencio Rejón General Roberto Fierro Villalobos | Sud-est   |
| 9       | La Pau, Baixa Califòrnia Sud        | Aeroport Internacional Manuel Márquez de León General Gustavo S. Salines Camiña  | Nord-oest |
| 10      | Culiacán, Sinaloa                   | Aeroport Internacional Federal de Culiacán                                       | Nord-oest |
| 11      | Santa Gertrudis, Estat de Chihuahua | Base Aèria núm. 11 Santa Gertrudis Tinent Coronel Juan Pablo Aldasoro Suárez,    | Nord-est  |
| 12      | Tijuana, B.C.                       | Aeroport Internacional de Tijuana                                                | Nord-oest |
| 13      | Chihuahua, Estat de Chihuahua       | Aeroport Internacional General Roberto Fierro Villalobos                         | Nord-est  |
| 14      | Apodaca, N.L.                       | Aeroport Internacional del Nord                                                  | Nord-est  |
| 15      | Oaxaca de Juárez, Oax.              | Aeroport Internacional Xoxocotlán                                                | Sud-est   |
| 16      | Ciutat Pemex, Tab.                  | Base Aèria núm. 16 Ciutat Pemex                                                  | Sud-est   |
| 17      | Comitán, Chiapas                    | Base aèria núm. 17 Copalar                                                       | Sud-est   |
| 18      | Hermosillo, Són.                    | Aeroport Internacional General Ignacio Pesqueira García                          | Nord-oest |

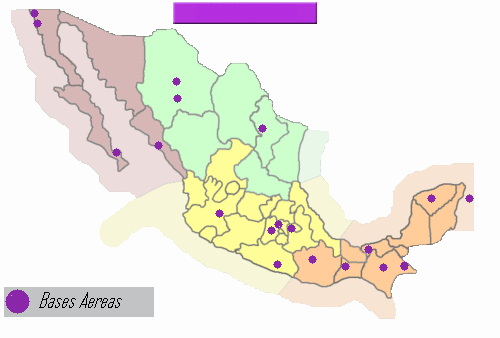
Bases Aèries de la FAM.

Estacions aèries militars: les estacions aèries són òrgans de comandament i control subordinats a les Regions Aèries, la funció de les quals és recolzar les operacions aèries militars; situades generalment adjacents a instal·lacions aeroportuàries civils. Tenen com a propòsit dirigir, coordinar i proporcionar suport logístic a les operacions aèries militars que es realitzin dins, des d'o cap a la seva instal·lació. Aquestes s'integren exclusivament amb organismes de servei per al suport a les operacions aèries militars i per satisfer les seves pròpies necessitats de vida i operació, disposant eventualment de tripulacions i aeronaus destacades, en suport o en trànsit, als qui controla des del punt de vista tècnic, administratiu i disciplinari pel temps que hi romanguin.
- Estació Aèria Militar núm. 1, A.I.C.M., Districte Federal.
- Estació Aèria Militar núm. 2, Aeroport Nacional de Guerrer Negre, Baixa Califòrnia.
- Estació Aèria Militar núm. 3, Aeroport Internacional Francisco Sarabia, Torrassa, Coah.
- Estació Aèria Militar núm. 4, Aeroport Internacional General Francisco Javier Mina, Tampico, Tamaulipas.
- Estació Aèria Militar núm. 5, Camp Militar núm. 41-A, Port Vallarta, Jalisco
- Estació Aèria Militar núm. 6, Camp Militar núm. 16-A, Irapuato, Guanajuato
- Estació Aèria Militar núm. 7, Aeroport Int. de Minatitlan, Veracruz
- Estació aèria n.° 8 Lloma Bonica, Oaxaca.
- Estació Aèria Militar núm. 9, Atlangatepec, Tlaxcala.
- Estació Aèria Militar núm. 10, Tenosique de Pi Suárez, Tabasco

### Ordre de Batalla
Escola Militar d'Aviació
- Esquadró Preparatori de Vol
- Esquadró Primari de Vol
- Esquadró Avançat de Vol
- Esquadró d'Ensinistrament de Vol Simulat per Instruments
- Esquadrilla Acrobàtica "Col·legi d'Aire"

Ala de Combat
Estat Major de l'Ala
Grup de Manteniment
Grup d'Armament Aeri
Primer Grup Aeri
- Esquadró Aeri 101 BAM 1 Saint Lucia, Estat de Mèxic
- Esquadró Aeri 112 BAM 1 Saint Lucia, Estat de Mèxic
- Esquadró Aeri 401 BAM 1 Saint Lucia, Estat de Mèxic
- Esquadró Aeri 402 BAM 2 Ixtepec, Oaxaca

Estat Major del Grup
Esquadró de Manteniment
Segon Grup Aeri
- Esquadró Aeri 201 BAM 4 Cozumel, Quintana Roo
- Esquadró Aeri 202 BAM 6 Tuxtla Gutiérrez, Chiapas
- Esquadró Aeri 203 BAM 9 El Xiprer, Baixa Califòrnia
- Esquadró Aeri 204 BAM 18 Hermosillo, Sonora

Estat Major del Grup
Esquadró de Manteniment
Ala de Reconeixement i Transport
Estat Major de l'Ala
Grup de Manteniment
Grup d'Armament Aeri
Sistema Integren de Vigilància Aèria
- Esquadró Aeri Fototécnico
- Esquadró d'Avions No Tripulats
- Esquadró de Vigilància Aèria BAM 1 Saint Lucia
  - Primera Esquadrilla de Vigilància BAM 2 Ixtepec
  - Segona Esquadrilla de Vigilància BAM 8 Mèrida
  - Tercera Esquadrilla de Vigilància BAM 18 Hermosillo

Esquadró de Manteniment
Tercer Grup Aeri
- Esquadró Aeri 301 BAM 1 Saint Lucia, Estat de Mèxic
- Esquadró Aeri 302 BAM 1 Saint Lucia, Estat de Mèxic
- Esquadró Aeri 303 BAM 1 Saint Lucia, Estat de Mèxic
- Esquadró Aeri 502 BAM 1 Saint Lucia, Estat de Mèxic

Estat Major del Grup
Esquadró de Manteniment
Quart Grup Aeri
- Esquadró Aeri 102 BAM 14 Escobedo, Nou León
- Esquadró Aeri 103 BAM 15 Oaxaca, Oaxaca
- Esquadró Aeri 104 BAM 8 Mèrida, Yucatán
- Esquadró Aeri 111 BAM 5 Zapopan, Jalisco

Estat Major del Grup
Esquadró de Manteniment
Cinquè Grup Aeri
- Esquadró Aeri 105 BAM 5 Zapopan, Jalisco
- Esquadró Aeri 106 BAM 6 La Pau, Baixa Califòrnia Sud
- Esquadró Aeri 107 BAM 18 Hermosillo, Sonora
- Esquadró Aeri 108 BAM 14 Escobedo, Nou León
- Esquadró Aeri 109 BAM 16 Cd. Pemex, Tabasco
- Esquadró Aeri 110 BAM 13 Chihuahua, Chihuahua

Estat Major del Grup
Esquadró de Manteniment
Unitat Especial de Transport Aeri de l'Alt Comandament
Grup de Comando
Esquadrilla de Manteniment
Grup Aeri de Transports Presidencials/Coordinació General de Transports Aeris Presidencials
- Esquadró Aeri de Transports Presidencials

Altres Unitats No Aèries de la Força Aèria:
- Grup de Detecció i Control No. 1
- Cos de Rescat i Extinció d'Incendis (C.R.I.I)

### Graus i jerarquies
Els graus en la Força Aèria Mexicana, de la mateixa forma que en l'Exèrcit Mexicà, es classifiquen en l'escala jeràrquica com: generals, caps, oficials i tropa (classes i soldats). L'equivalència dels rangs entre l'Armada, la Força Aèria i l'Exèrcit de menor a major grau es distribueixen de la següent manera:
| Armada                       | Força Aèria                      | Exèrcit                          |
| ---------------------------- | -------------------------------- | -------------------------------- |
| Grumet                       | Soldat                           | Soldat                           |
| Mariner                      | Soldat de primera                | Soldat de primera                |
| Cap                          | Cap                              | Cap                              |
| 3.er maestre                 | Sergent segon                    | Sergent segon                    |
| 2n. maestre                  | Sergent primer                   | Sergent primer                   |
| Guardiamarina/primer maestre | Sotstinent                       | Sotstinent                       |
| Tinent de corbeta            | Tinent                           | Tinent                           |
| Tinent de fragata            | Capità segon                     | Capità segon                     |
| Tinent de Navili             | Capità primer                    | Capità primer                    |
| Capità de Corbeta            | Major                            | Major                            |
| Capità de fragata            | Tinent coronel                   | Tinent coronel                   |
| Capità de navili             | Coronel                          | Coronel                          |
| Contralmirante               | General de grup                  | General brigadier                |
| Vicealmirall                 | General d'Ala                    | General de Brigada               |
| Almirall                     | General de Divisió               | General de Divisió               |
| Secretari de Marina          | Secretari de la Defensa Nacional | Secretari de la Defensa Nacional |

Les insígnies corresponents als graus es porten en les muscleres i en el tocat. Les muscleres porten juntament amb el grau una franja de color violeta en l'extrem exterior (denominat com a "viu").
El personal de generals usen com a insígnies de la seva jerarquia, l'escut nacional amb estels estriats de cinc becs de color platejat i divisa amb el "viu" de color daurat.
El personal de caps usen com a insígnies de la seva jerarquia estrelles estriades de cinc becs de color daurat i divisa.
El personal d'oficials usen com a insígnies de la seva jerarquia franges verticals estriades de color daurat i divisa.
El personal de classes usen com a insígnies de la seva jerarquia en el tocat i divisa cintes de color negre, Quan són diverses cintes aquestes estan separades entre si per un "viu" de color violeta.
El distintiu de Soldat de Primera es col·loca en la divisa i consisteix en una cinta de color negre de 30 per 8 mil·límetres d'ample, deixant en les ribes un viu de 2 mil·límetres de color violeta.
El personal de cadets dels establiments d'educació militar Força Aèria Mexicana, materialitza la seva jerarquia amb cintes de galó daurat de cinc fils cosides sobre tela de color violeta, Es col·loquen sobre les mànigues a partir del colze fins a la part inferior de la màniga i a l'altura de la costura d'aquesta amb el puny. S'usa un galó en la màniga esquerra per a cadet de primera, un en cada màniga per a Cap de cadets, galons dobles en ambdues mànigues per a Sergent segon de cadets i tres galons en ambdues mànigues per a Sergent primer de cadets.
Per a l'uniforme de campanya s'usen les insígnies brodades en color negre o cafè (selva o desert) en tela camuflada, els generals amb "viu" de color negre i la resta del personal sense "vius".

## Educació i ensinistrament
La FAM ofereix estudis nivell superior en els seus diferents planters

### Col·legi de l'Aire

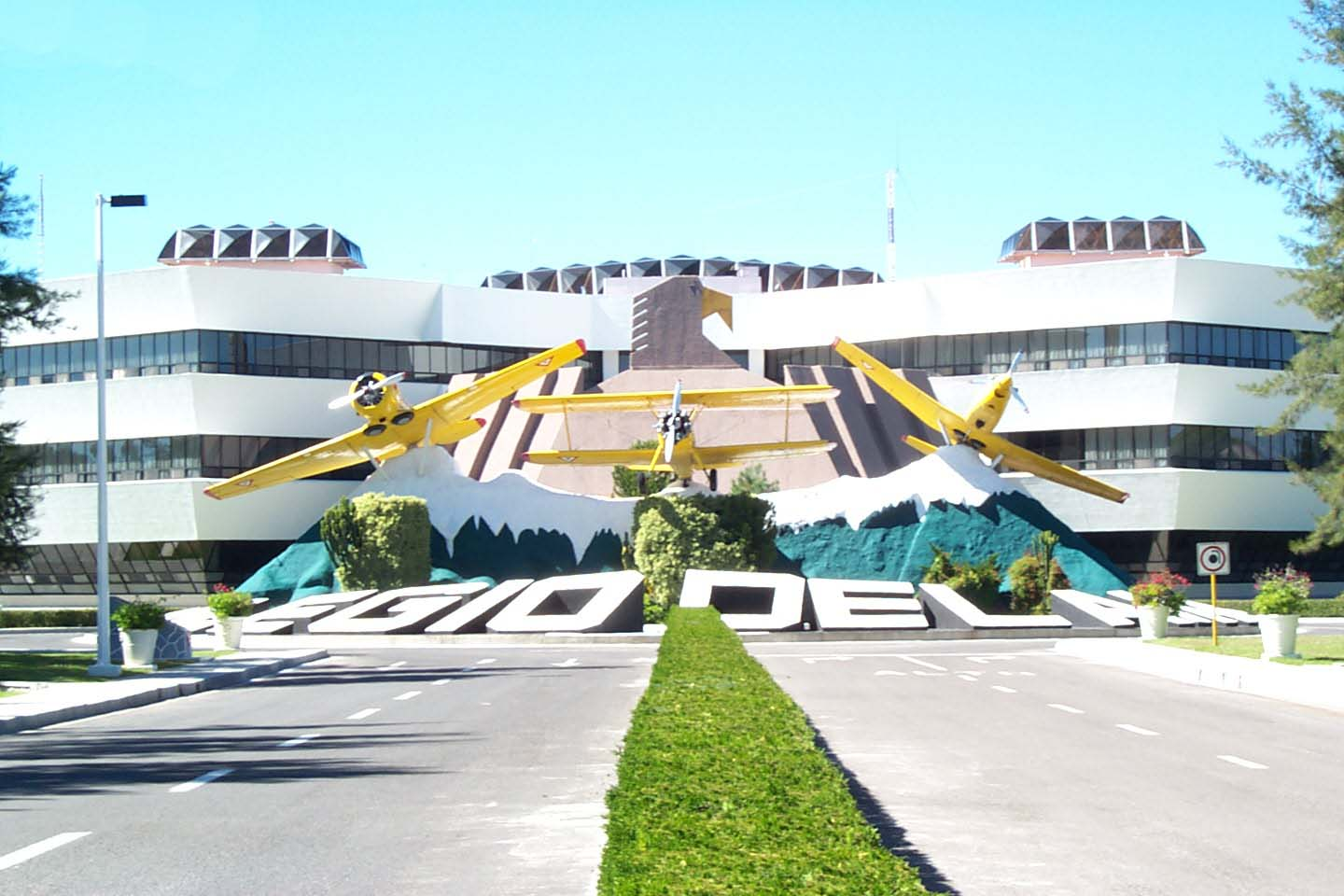
Façana principal del col·legi de l'aire.

L'Escola Nacional d'Aviació es va inaugurar en 1915, tenint diferents denominacions fins que el 9 de setembre de 1959 es va integrar a les escoles militars de meteorologia, de mecànics especialistes i d'aviació, constituint el planter educatiu rector en educació militar aèria amb el nom de 'El Col·legi de l'Aire'; orientat la formació d'oficials de la Força Aèria. El Col·legi de l'Aire és el conjunt d'institucions acadèmiques de la Força Aèria Mexicana i està conformat per tres escoles: Escola Militar d'Aviació, Escola Militar de Manteniment i Proveïment i l'Escola Militar d'Especialistes de la Força Aèria. En elles s'imparteixen els cursos de formació d'Oficials Pilots Aviadors així com d'Oficials de les diferents especialitats tècniques de la FAM.

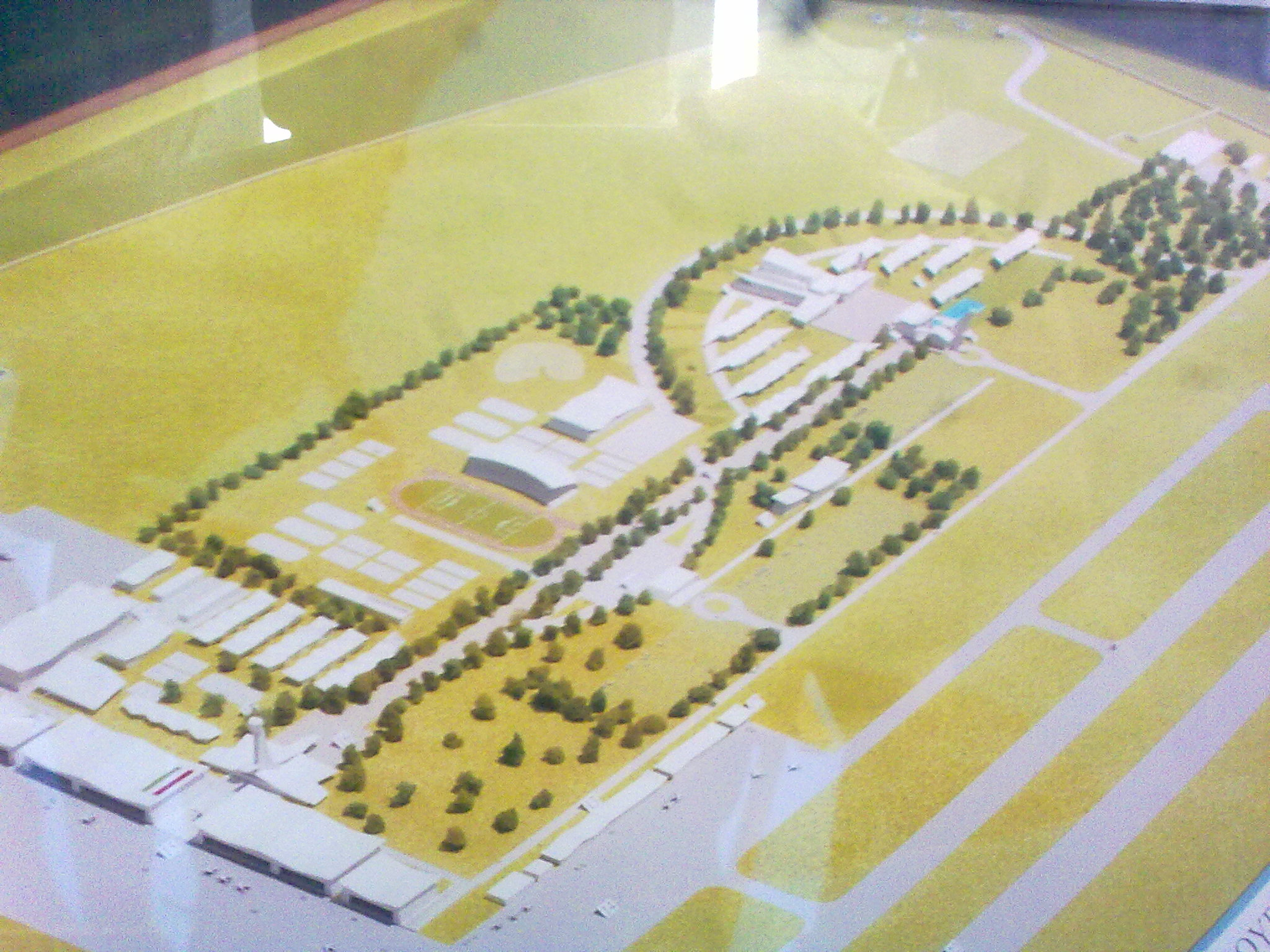
Projecte del nou Col·legi De l'Aire.

El 13 de juliol del 2011 en la BAM n.º5, en Zapopan, Jalisco es va dur a terme la cerimònia de col·locació de la primera pedra per a la construcció de les noves instal·lacions del Col·legi de l'Aire, amb aquestes noves Instal·lacions s'ampliaran les capacitats educatives, d'ensinistrament i operació, en comptar amb equip modern que col·locarà al Col·legi de l'Aire al nivell de les millors escoles d'aviació i amb capacitat de proveir entrenament i serveis a particulars i fins i tot a Forces Militars Estrangeres.
El projecte de les noves instal·lacions del Col·legi de l'Aire conceptualitza un conjunt arquitectònic que harmonitza la seva identitat històrica amb un disseny contemporani, reflectint funcionalitat i optimització de les instal·lacions, ja que a més protegirà el medi ambient en emprar fonts alternes d'energia.

#### Escola Militar d'Aviació (I.M.A.)
L'ingrés per força Aèria es realitza a través del procés d'admissió a planters militars que duu a terme cada any la Secretaría de la Defensa Nacional. Actualment la FAM ofereix estudis de nivell superior en la qual sobresurt la de Llicenciat en Ciències Militars Piloto Aviador Militar. Aquesta consta de 4 anys i utilitza les instal·lacions del Col·legi de l'Aire i la Base Aèria Militar n.º 5.
Durant la carrera existeixen activitats referents a la formació militar que inclou matèries com: Instrucció, Comandament i Legislació Militar, Tir i diverses activitats físiques enfocades a l'entrenament bàsic i avançat que caracteritza a un integrant de les Forces Armades; tots els cadets són avaluats contínuament per comprovar el nivell d'ensinistrament així com el grau d'avanç que es busca amb cada mòdul.
Les matèries que s'imparteixen per a la formació de pilots són entre altres: tàctiques de les branques d'aviació, tàctica general aèria, meteorologia, navegació aèria, Control del trànsit aeri, radiocomunicacions i cultura en general, conjuminat a aproximadament 250 hores de vol. Durant el primer any, l'ensinistrament és teòric. En el segon any s'empren els avions Cessna 182 nord-americans per a la instrucció en vol. En tercer any s'empren els avions Aermacchi SF-260AM i els avions Grob G-120TP per a acrobàcia aèria i en quart any s'empren els avions Pilatus PC-7 per a ensinistrament de vol avançat.
Dins de cadascuna d'aquestes etapes se'ls ensinistra en acrobàcia aèria, fase tàctica, vol per instruments, vol visual d'estima, radionavegació i formació d'aeronaus, entre d'altres, les quals van augmentant la complexitat a mesura que el cadet avança d'any.
La combinació de matèries militars i les pròpies de la carrera, garanteixen la formació d'oficials pilots aviadors que estaran preparats per a integrar-se en els diversos organismes de què disposa la Força Aèria Mexicana.
La primera dona que es llicencià com a pilot aviador en la història de la FAM, Andrea Cruz Hernández, va ingressar com a cadet en l'Escola Militar d'Aviació el 2007.

### Escola Militar de Manteniment i Proveïment (I.M.M.A.)
L'Escola Militar de Manteniment i Proveïment, és una institució educativa militar, de nivell mitjà superior, que té com a missió, formar Oficials Especialistes de Força Aèria per satisfer les necessitats que d'aquest personal tenen les unitats, dependències i instal·lacions de l'Exèrcit i Força Aèria Mexicans.
En aquesta escola es formen Sotstinents especialistes en manteniment d'aviació, electrònica d'aviació, proveïment de material aeri i armament aeri.

### Escola Militar d'Especialistes de Força Aèria (I.M.I.F.A.)
L'Escola Militar d'Especialistes de Força Aèria ofereix una beca integral amb durada de tres anys per a la formació d'Oficials Aerologistas i Controladors de Vol, obtenint en graduar-se el grau de Sotstinent. Així com la llicenciatura en Meteorologia per a Tinents Aerologistas. Els seus deures són els de proporcionar informació meteorològica i el control de les aeronaus militars o civils.

### Escola Militar d'Aplicació Aero-tàctica de Força Aèria (I.M.A.A.T.F.A.)
És un establiment d'Educació Militar que té com a missió capacitar i actualitzar als oficials Pilots Aviadors i dels Serveis de la Força Aèria, per exercir-se com a auxiliars o assessors del comandament en organismes tipus corporació.
Per complir amb els objectius de l'escola, s'imparteix el Curs d'Aplicació i Ensinistrament Tàctic (C.A.A.T.) i els que determini l'Alt Comandament de l'Exèrcit i Força Aèria Mexicans. Està situada en la BAM n.º 11 en Sta. Gertrudis, Chih. Aquesta escola utilitza 12 aeronaus T-6C+ Texan.

### Escola Militar de Tropes Especialistes de la Força Aèria (I.M.T.I.F.A.)
L'Escola Militar de Tropes Especialistes de la Força Aèria és un
establiment d'educació militar que té com a missió el de formar sergents segons en
manteniment d'aviació, proveïment de material aeri, electrònica d'aviació
i armament aeri. L'escola està situada en el camp militar No. 37-D, Saint Lucia.

### Centre d'Ensinistrament Especialitzat de la Força Aèria (C.A.I.F.A.)
En aquest establiment s'imparteixen cursos d'especialització tècnica per al personal de Serveis de la Força Aèria així com ensinistrament recurrent en simuladors de vol per a Pilots Aviadors. Està situat en la BAM n.º1 a Saint Lucia, estat de Mèxic.

## Flota

### Aèria
| Aeronave                                        | Tipo                                           | Modelos              | En servicio      | Origen           | Notas | Imagen           |
| Avions De Combat                                | Avions De Combat                               | Avions De Combat     | Avions De Combat | Avions De Combat | Avions De Combat | Avions De Combat |
| ----------------------------------------------- | ---------------------------------------------- | -------------------- | ---------------- | ---------------- | --- | ---------------- |
| Northrop F-5                                    | Caça bombarder                                 | F-5E                 | 8                | Estats Units     | |                  |
| Northrop F-5                                    | Jet d'entrenament                              | F-5F                 | 2                | Estats Units     | |                  |
| Avions D'Entrenament Tàctico i Atac A Terra     |                                                |                      |                  |                  | |                  |
| Pilatus PC-7                                    | Entrenament avançat i atac lleuger             | PC-7                 | 30               | Suïssa           | Actius als esquadrons 201, 202 i al Col·legi de l'Aire. |                  |
| Pilatus PC-9                                    | Atac lleuger                                   | PC-9M                | 1                | Suïssa           | |                  |
| Beechcraft T-6 Texan II                         | Entrenament avançat i atac lleuger             | T-6C+                | 23+36            | Estats Units     | 24 lliurats, 36 pendents i un d'accidentat. |                  |
| Avions D'Entrenament Bàsic                      |                                                |                      |                  |                  | |                  |
| Grob G-120                                      | Entrenament bàsic                              | G-120TP              | 25               | Alemanya         | Todos entregados. |                  |
| Aermacchi SF-260                                | Entrenament bàsic                              | SF-260AM             | 25               | Itàlia           | |                  |
| Avions D'Exhibició                              |                                                |                      |                  |                  | |                  |
| Boeing-Stearman Modelo 75                       | Biplà d'exhibició                              | PT-17                | 6                | Estats Units     | |                  |
| Avions De Transport                             |                                                |                      |                  |                  | |                  |
| Lockheed C-130 Hercules                         | Transport Tàctic                               | C-130A C-130E C-130K | 3 2 2            | Estats Units     | |                  |
| Boeing 727                                      | Transport Tàctic                               | B-727-100 B-727-200  | 1 3              | Estats Units     | |                  |
| Boeing 737 Next Generation                      | Transport Tàctic                               | B-737-800            | +2               | Estats Units     | Próximos a ser entregados. |                  |
| EADS CASA C-295                                 | Transport Tàctic                               | C-295M C-295W        | 6 2              | Espanya          | |                  |
| Alenia C-27J Spartan                            | Transport Tàctic                               | C-27J                | 4                | Itàlia           | |                  |
| Avions D'Alerta Primerenca i Guerra Electrònica |                                                |                      |                  |                  | |                  |
| Embraer 145 AEW&C                               | Alerta inicial, Control Aeri i ELINT           | E-99                 | 1                | Brasil           | |                  |
| Embraer 145 AEW&C                               | Alerta inicial, Control Aeri i ELINT           | R-99                 | 2                | Brasil           | |                  |
| Fairchild C-26 Metroliner                       | Reconeixement i COMINT                         | C-26C                | 4                | Estats Units     | |                  |
| Avions No Tripulats (UAV)                       |                                                |                      |                  |                  | |                  |
| Hydra Technologies S4 Ehécatl                   | Reconeixement i recolzament tàctic             | S4                   | 10               | Mèxic            | |                  |
| Hydra Technologies E1 Gavilán                   | Reconeixement i recolzament tàctic             | E1                   | 1                | Mèxic            | |                  |
| Aeronautics Defense Dominator                   | Reconeixement i recolzament tàctic             | Dominator XP         | 2                | Israel           | |                  |
| Elbit Hermes 450                                | Reconeixement i recolzament tàctic             | Hermes 450           | 3                | Israel           | |                  |
| Elbit Skylark                                   | Reconeixement i recolzament tàctic             | Skylark Mk.I         | 6                | Israel           | |                  |
| Avions D'Observació i Reconocimiento            |                                                |                      |                  |                  | |                  |
| Beechcraft King Air                             | Observació                                     | C-90A                | 4                | Estats Units     | |                  |
| Cessna 182                                      | Observació i Entrenament básic                 | 182S                 | 67               | Estats Units     | |                  |
| Cessna 206                                      | Observació i vigilància                        | 206H                 | 13               | Estats Units     | |                  |
| Schweizer SA2-37B                               | Reconeixement                                  | SA2-37B              | 1                | Estats Units     | |                  |
| Pilatus PC-6                                    | Reconeixement i transport lleuger              | PC-6B                | 3                | Suïssa           | |                  |
| Beechcraft Super King Air                       | Observació                                     | 350I 350ER           | 3 2              | Estats Units     | |                  |
| Helicópteros De Combate                         |                                                |                      |                  |                  | |                  |
| MD Helicopters MD 500                           | Atac, Escolta i Reconeixement                  | MD-530F              | 20               | Estats Units     | 24 lliurats el 1984 (20 MD-530F i 4 MD-530E). Es pretén actualitzar els existents amb el nou fuselatge dels Boeing AH-6I i ordenar alguns d'aquests helicòpters per reemplaçar els accidentats. |                  |
| Helicòpters De Transport                        |                                                |                      |                  |                  | |                  |
| Bell 206                                        | Reconeixement i Entrenament                    | B-206L III B-206B    | 26 40            | Estats Units     | |                  |
| Bell 212                                        | Transport i Suport Aeri                        | B-212                | 19               | Estats Units     | El 27 d'agost del 2015, un Bell 212 es va accidentar a l'Edo. de Mèxic. |                  |
| Bell 407                                        | Transport i Suport Aeri                        | B-407GX              | 15               | Estats Units     | Tots entregats. |                  |
| Bell 412                                        | Transport, Suport Aeri, Ambulancia Aérea       | B-412EP              | 12               | Estats Units     | |                  |
| Eurocopter EC725 Super Cougar                   | Transport, Suport Aeri i Utilitari             | EC-725               | 11+6+50          | França           | 12 lliurats, 6 pendents, 50 per confirmar i un abatut. |                  |
| Sikorsky UH-60 Black Hawk                       | Transport i Suport a Forces Especials          | UH-60L UH-60M        | 6 +26            | Estats Units     | 6 UH-60L lliurats el 1994. El setembre del 2014 es va fer la comanda de 26 UH-60M per ampliar la flota actual, els helicòpters començaran a arribar el 2015 per concloure el maig del 2016.     |                  |
| Mil Mi-17                                       | Transport, Ambulancia Aérea, SAR i Suport Aeri | MI-171-V MI-171-SH   | 19 +14           | Russia           | 24 MI-171-V lliurats el 1996 (19 d'ells en existència i actualitzats), el 2014 es va fer la comanda de 14 helicòpters MI-171-SH per substituir els MI-8.                                        |                  |
| Sikorsky CH-53 Sea Stallion                     | Transport Pesat i SAR                          | CH-53D Yas'ur 2000   | 2                | Estats Units     | |                  |
| Avions De Transport Executiu                    |                                                |                      |                  |                  | |                  |
| Boeing 787                                      | Transport Presidencial                         | B-787-9              | 1                | Estats Units     | |                  |
| Boeing 737                                      | Transport Ejecutiu Del Govern                  | B-737-200            | 2                | Estats Units     | |                  |
| Bombardier Challenger 600                       | Transport VIP                                  | Challenger 605       | 1                | CanadàCanadá     | |                  |
| Learjet 25                                      | Transport VIP                                  | L-25A                | 2                | Estats Units     | |                  |
| Gulfstream III                                  | Transport VIP                                  | C-20                 | 2                | Estats Units     | |                  |
| Cessna 500 Citation I                           | Transport VIP                                  | Citation             | 1                | Estats Units     | |                  |
| Beechcraft Super King Air                       | Transport VIP                                  | 200                  | 1                | Estats Units     | |                  |
| Aero Commander 500                              | Transport VIP                                  | 500S                 | 1                | Estats Units     | |                  |
| Helicòpters De Transport Executiu               |                                                |                      |                  |                  | |                  |
| Aérospatiale SA 330 Puma                        | Transport Presidencial                         | SA-330B              | 2                | Francia          | Propers a ser retirats. |                  |
| Eurocopter AS332 Super Puma                     | Transport Presidencial                         | AS-332 B1            | 6                | Francia          | Propers a ser retirats. |                  |
| Eurocopter EC225 Super Puma                     | Transport Presidencial                         | EC-225               | 2                | Francia          | |                  |
| AgustaWestland AW109                            | Transport Presidencial                         | AW-109 SP+           | 7                | Itàlia           | |                  |

### Terrestre
| Vehicle                         | Tipus                                                  | Origen                | Imatge                |                       |                       |                       |
| Vehicles De Transport           | Vehicles De Transport                                  | Vehicles De Transport | Vehicles De Transport | Vehicles De Transport | Vehicles De Transport | Vehicles De Transport |
| ------------------------------- | ------------------------------------------------------ | --------------------- | --------------------- | --------------------- | --------------------- | --------------------- |
| Volkswagen Jetta                | Transport De Personal                                  | Alemanya              |                       |                       |                       |                       |
| Chevrolet Suburban              | Transport De Personal                                  | Estats Units          |                       |                       |                       |                       |
| Jeep Wrangler                   | Transport De Personal                                  | Estats Units          |                       |                       |                       |                       |
| Ford F-150                      | Utiliario                                              | Estats Units          |                       |                       |                       |                       |
| Estació de Control Hermes 450   | Estació de Control HERMES 450 i Xassís Freightliner M2 | Estats Units          |                       |                       |                       |                       |
| Vehicles d'Emergència           |                                                        |                       |                       |                       |                       |                       |
| Chevrolet Express               | Ambulància                                             | Estats Units          |                       |                       |                       |                       |
| Oshkosh I-One Titan 4x4         | Extinció d'incendis                                    | Estats Units          |                       |                       |                       |                       |
| Camió de Bombers ENLUR          | Rescat i extinció d'incendis                           | Estats Units          |                       |                       |                       |                       |
| Ford Super Duty                 | Rescat i extinció d'incendis                           | Estats Units          |                       |                       |                       |                       |
| Chevrolet 3500                  | Rescat i extinció d'incendis                           | Estats Units          |                       |                       |                       |                       |
| Freightliner M2                 | Rescat i extinció d'incendis                           | Estats Units          |                       |                       |                       |                       |
| Pipes                           |                                                        |                       |                       |                       |                       |                       |
| International 4300 Durastar 225 | Camió cisterna de 10 tones de combustible              | Estats Units          |                       |                       |                       |                       |
| International 4400 Durastar 310 | Camió cisterna de 20 tones de combustible              | Estats Units          |                       |                       |                       |                       |
| Vehicles de Recolzo en Terra    |                                                        |                       |                       |                       |                       |                       |
| Fresia F60T                     | Tractor remolqui lleuger                               | Itàlia                |                       |                       |                       |                       |
| MJ-1B                           | Tractor per a la col·locació d'armament per a l'EA-401 | Estats Units          |                       |                       |                       |                       |
| Montacargas                     | Descàrrega                                             | Estats Units          |                       |                       |                       |                       |
| Ford F-350                      | Equipades amb escales per a descens d'aeronaus         | Estats Units          |                       |                       |                       |                       |

## S.I.V. A. - (Sistema Integral de Vigilància Aèria)
És un sistema de vigilància i detecció i intercepció aèria, el qual està integrat per:
- Esquadró Aeri Fototécnico
- Esquadró d'Avions No Tripulats
- Esquadró de Vigilància Aèria BAM 1 Saint Lucia
- Primera Esquadrilla de Vigilància BAM 2 Ixtepec
- Segona Esquadrilla de Vigilància BAM 8 Mèrida
- Tercera Esquadrilla de Vigilància BAM 18 Hermosillo

| Radar Terrestre AN/TPS-78 | Radar Terrestre AN/TPS-70                                                                            |
| --- | --- |
| | |
| - Radar terrestre de fàcil transport. - Es pot transportar en un sol avió C-130. - Es desplegada en menys de 30 minuts. - Pot estar integrat totalment en un sol vehicle. - Funciona les 24 hores del dia amb un abast de 450 km. | - Radars terrestres comprats en els anys 90s. - Brinden una imatge en temps real de la frontera sud. |

El SIVA (Sistema Integral de Vigilància Aèria) té el seu origen al final del sexenni d'Ernesto Zedillo Ponce de León (1994–2000), quan es va plantejar el projecte d'una xarxa de radars que donés cobertura a tot l'espai aeri mexicà. Aquest projecte preveia la utilització dels tres radars de llarg abast disponibles des del sexenni de José López Portillo (1976–1982) complementats per un Embraer I-99 i dos Embraer R-99 que van arribar a Mèxic en 2004, durant el sexenni de Vicente Fox Quezada (2000–2006). Els C-26 COMINT també estan integrats al SIVA, així com els UAV Hermes 450, S-4 Ehécatl i Skylark. Un altre element molt important del SIVA són els dotze C-4 (Comando-Control-Còmput-Comunicacions) que li permeten a l'Estat mexicà disposar d'informació sensible i d'intel·ligència en temps real.
El projecte era bé, fins que el 9 d'octubre del 2007 el llavors secretari de Defensa Guillermo Galván Galván va informar a la Comissió de Defensa de la Cambra de diputats: "L'única cosa que serveix són els vehicles i avions que desfilen el 16 de setembre."
Respecte als radars va informar que només podien operar durant tres hores al dia, i el sistema SIVA (radars terrestres i les tres plataformes Embraer), en el millor dels casos podia cobrir el 26% de l'espai aeri nacional.
En el seu primer informe, el secretari Galván Galván va enviar a la Secretaria d'Hisenda un document titulat “Substitució dels Actuals Radars del Grup de Detecció i Control número 1 i Ampliació de la Cobertura de l'Espai Aeri Nacional”, en el qual explicava el lamentable estat del SIVA i plantejava la necessitat d'adquirir més equip com a radars i avions.
L'alarmant informe del Secretari de Defensa Guillermo Galván Galván va posar en evidència la “extrema negligència” amb la qual s'ha tractat el tema de la Defensa per part dels polítics mexicans. Immediatament es va incrementar la despesa de Defensa a Mèxic, però com era insuficient se li va donar prioritat als aspectes més urgents, apujant sous i comprant avions de transport i helicòpters durant el sexenni de Felipe Calderón Hinojosa (2006–2012), a més, l'avió presidencial i cinc radars arribarien a Mèxic en el sexenni d'Enrique Peña Nieto (2012–2018).
Un altre element del SIVA és la flota d'interceptores, lamentablement aquesta també ha estat afectada per la negligència, doncs només es van adquirir 10 F-5I i 2 F-5F en 1982, dels quals es van perdre dues en accidents, els quals no s'han reemplaçat, a més fonts no confirmades asseguren que només hi ha 4 F-5 operatius. El mateix 9 d'octubre de 2007 el Secretari de Defensa Galván Galván va sol·licitar als diputats un increment al pressupost de defensa pel 2008 de 32,000 milions de pesos per, entre altres coses, adquirir 12 avions F-16 o F-18, doncs els F-5 arribarien al final de la seva vida operativa en menys de quatre anys, és a dir, en 2011.
Al desembre del 2013, es va publicar en el “Primer Informe de Govern d'Enrique Peña Nieto” que abans del 2018 el SIVA haurà millorat les seves capacitats, doncs s'adquiriran cinc radars AN/TPS-78 amb un abast de 400 km, dotze aeronaus d'ala fixa amb sensors electro-òptics i enllaç de dades via satèl·lit, tres UAV, tres aeronaus amb sensors ISR i es modernitzaran els sensors de les tres plataformes Embraer. També es va citar en aquest informe que es construirà un C4 regional para la part nord del país; es comprarà un avió d'alerta primerenca (sense especificar el model, obrint la possibilitat a un altre I-99, o a un C-295 AEW), entre gener i juliol del 2013 es va iniciar la compra de més CN-235 MP Persuader sense especificar la quantitat.
La informació relativa a l'avió d'alerta primerenca, als CN-235 MP Persuader i a les dotze aeronaus d'ala fixa amb sensors electro-òptics, causa confusió, ja que en el “Primer Informe de Govern d'Enrique Peña Nieto” hi ha referència a això, però no se cita a el “Programa Sectorial de Defensa Nacional 2013-2018”. Amb aquest projecte el SIVA podrà el 72% de l'espai aeri nacional pel 2018.
La Força Aèria Mexicana millorarà al SIVA, però no disposarà a mitjà ni a llarg termini de “Capacitat Antiaèria”. Mèxic és l'únic país del G-20 la força aèria de la qual no compta amb capacitat antiaèria basada en míssils de curt, mitjà i llarg abast (la mateixa SEDENA confirma que només ha adquirit un míssil RBS-70 de curt abast).

## Armament
| Nombre                 | Tipo                                            | Origen                 | Notas | Imagen                 |                        |                        |
| Canons i Metralladores | Canons i Metralladores                          | Canons i Metralladores | Canons i Metralladores | Canons i Metralladores | Canons i Metralladores | Canons i Metralladores |
| ---------------------- | ----------------------------------------------- | ---------------------- | --- | ---------------------- | ---------------------- | ---------------------- |
| M-134D                 | Canó rotatiu                                    | Estats Units           | Operat des d'helicòpters |                        |                        |                        |
| Browning M2            | Metralladora pesada                             | Estats Units           | Operada des d'helicòpters |                        |                        |                        |
| FN MAG                 | Metralladora                                    | Bèlgica                | Operada des d'helicòpters |                        |                        |                        |
| Cañón M39              | Cañón revólver                                  | Estats Units           | Operat per avions Northrop F-5 Tiger II |                        |                        |                        |
| Fn Herstal Hmp-250     | Pod de metralladora cal. 12.7mm                 | Bèlgica                | - Avió Pilatus PC-7 - Avió Pilatus PC-9M - Avió T-6C+ Texan II - Helicòpter MD-530F - Helicòpter Mil Mi-17 - Helicòpter UH-60 Black Hawk                              |                        |                        |                        |
| Fn Herstal Hmp-400     | Pod de metralladora cal. 12.7mm                 | Bèlgica                | Operada per helicòpter EC-725 Cougar |                        |                        |                        |
| Bombas Aéreas          |                                                 |                        | |                        |                        |                        |
| Mark 81                | Bomba aèria                                     | Estats Units           | - Avió Pilatus PC-7 - Avió Pilatus PC-9M - Avió T-6C+ Texan II - Avió Northrop F-5 Tiger II                                                                           |                        |                        |                        |
| Mark 82                | Bomba aérea                                     | Estats Units           | - Avió Pilatus PC-7 - Avió Pilatus PC-9M - Avió T-6C+ Texan II - Avió Northrop F-5 Tiger II                                                                           |                        |                        |                        |
| Mark 83                | Bomba aèria                                     | Estats Units           | - Avió Northrop F-5 Tiger II |                        |                        |                        |
| Mark 84                | Bomba aèria                                     | Estats Units           | - Avió Northrop F-5 Tiger II |                        |                        |                        |
| Missils                |                                                 |                        | |                        |                        |                        |
| AIM-9 Sidewinder       | Missil aire-aire termo dirigit de curt abast    | Estats Units           | - Avió T-6C+ Texan II - Avió Northrop F-5 Tiger II |                        |                        |                        |
| Llença Cohets          |                                                 |                        | |                        |                        |                        |
| FN Herstal Lau-68      | Llença cohets 7 boques de 70 mm                 | Bèlgica                | - Avió Pilatus PC-7 - Avió Pilatus PC-9M - Avió T-6C+ Texan II - Avió Northrop F-5 Tiger II - Helicòpter MD-530F - Helicòpter UH-60 Black Hawk - Helicòpter Mil Mi-17 |                        |                        |                        |
| FN Herstal Lau-3a      | Lanza cohetes 19 bocas de 70 mm                 | Bèlgica                | - Northrop F-5 - Helicòpter UH-60 Black Hawk - Helicòpter Mil Mi-17 - Helicòpter EC-725 Super Cougar                                                                  |                        |                        |                        |
| Armamento Terrestre    |                                                 |                        | |                        |                        |                        |
| Beretta 92FS           | Pistola estàndard per a pilot                   | Itàlia                 | |                        |                        |                        |
| FX-05 Xiuhcoatl        | Fusell de fabricació nacional                   | Mèxic                  | |                        |                        |                        |
| Heckler & Koch G3      | Fusell fabricat amb llicència                   | Alemanya               | |                        |                        |                        |
| Fusell Mondragón       | Fusell de fabricació nacional emprat per cadets | Mèxic                  | |                        |                        |                        |

## Avions F-5 (Història Operacional)

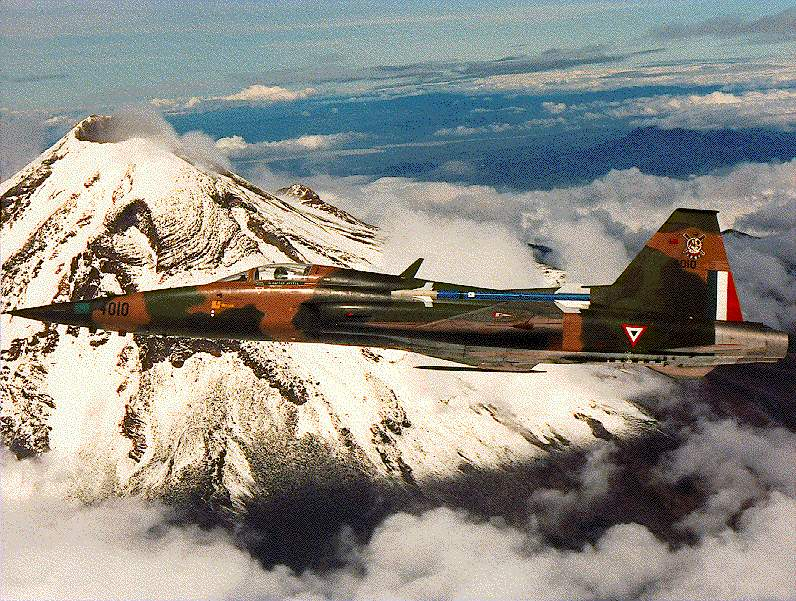
Un Northrop F-5I Tiger II de la FAM sobrevolant el Popocatépetl.

En 1981 Mèxic va negociar la compra a Israel de 24 avions interceptores IAI Kfir, però Estats Units va intervenir, ja que el Kfir utilitza un motor nord-americà. En 1982, Mèxic va adquirir als Estats Units dotze avions Northrop F-5I/F Tiger II mitjançant un contracte subscrit amb Northrop Aircraft Corporation, denominat Projecte FMS IF-70 en el qual es van adquirir deu avions F-5I, dues F-5F biplaza d'entrenament, refacciones, capacitació, armament i equip per a manteniment. L'agost de 1982, els pilots mexicans van iniciar el trasllat de manera escalonada de les aeronaus sortides de la planta de producció de la fàbrica de Northrop a Califòrnia. Els avions F-5F matrícula 4501 i el F-5I matrícula 4001, van ser els primers a arribar el 10 d'agost a la Base Aèria Militar n.º 1 tripulats pels llavors Tte. Cor. FAPADEMA Ernesto Arcs Oropeza i el major FAPADEMA Juliol Posa't Romero, quatre dies després van arribar els F-5I 4002 i 4003; el 20 d'agost van arribar el F-5I 4004 i el F-5F 4502, i finalment, el 28 d'agost el F-5I 4005.
Pel 16 de setembre de 1982 es va realitzar la primera exhibició pública, en vol, d'un caça supersònic de la FAM, on va participar l'esquadrilla dels 7 avions que ja havien arribat, realitzant diversos patrons sobre l'espai aeri de la Ciutat de Mèxic. A més els avions F-5 van conviure durant els seus primers 25 anys de servei amb els jets d'entrenament Lockheed T-33 Shooting Star rebuts en 1962.
El novembre de 1983, un avió F-5I matrícula 4002 es va accidentar en una pràctica de bombardeig en Chihuahua i al setembre de 1995, un F-5I matrícula 4003 es va accidentar en xocar a un avió T-33 matrícula JE-036, causant una reacció en cadena que va ocasionar la caiguda d'altres 2 avions T-33 amb les matrícules JE-049 i JE-050, en la desfilada commemorativa de la Independència de Mèxic d'aquest any. Arran d'aquests accidents, la flota es va reduir a 8 avions F-5I monoplaza i a 2 avions F-5F biplaza, a més de reduir la participació d'aquests avions.
Malgrat ser l'espina dorsal de l'arma de caça de la Força Aèria Mexicana, és poc coneguda la funció realitzada per aquest esquadró de combat amb els seus avions F-5I, contribuint a la seguretat externa i interna del país, entrenat a generacions de pilots per volar aeronaus similars, la qual cosa permetria reduir esforços, en la preparació de tripulacions per a alguna aeronau similar en cas d'alguna contingència, per esmentar només algunes de les seves múltiples missions. Malgrat l'antiguitat de les aeronaus, aquestes han rebut manteniment, però es fa evident que la aviónica d'aquests avions ha quedat depassada per les noves tecnologies. No obstant això, els avions F-5 són els únics avions de combat del món que poden vèncer a qualsevol altre avió de combat (a exepción dels de cinquena generació) usant únicament els canons.
Després de més de 30 anys de servei, els avions F-5I/F mexicans s'han mantingut operatius. Als F-5 se'ls va col·locar esquemes commemoratius pels seus XX i XXV anys de l'arribada al país així com pel 91 aniversari de la Força Aèria Mexicana. L'agost del 2007 es va realitzar el festeig dels 25 anys de l'Esquadró Aeri 401, on es troben els deu F-5 amb els quals explica Mèxic. En el 2007 es negociava la compra d'un lot de 12 avions Lockheed Martin F-16 Fighting Falcon però a causa de la situació econòmica no es va realitzar en el sexenni 2006–2012, i es va deixar el tema per quan les condicions econòmiques del país millorin. No obstant això, el més possible reemplaçament dels F-5 és el reactor suec JAS 39 Gripen NG.
El 29 de gener del 2015, el secretari d'Hisenda de Mèxic Luis Videgaray Caso va anunciar una retallada de 24,000 mdp en la despesa pública hagut de, principalment, als baixos preus del petroli. Aquesta crisi va ocasionar a la SEDENA una retallada d'1,200mdp i a la SEMAR una retallada de 450mdp. Aquesta crisi econòmica postegró la substitució dels F-5 en espera a l'estabilització de l'economia. Encara que Mèxic es troba en una nova crisi econòmica s'està debatent sobre el reemplaçament dels F-5, a més de buscar a un nou jet d'entrenament per substituir als T-33 que van ser donats de baixa en 2007. Els candidats per ser usats en el lloc dels T-33 són els avions Aero L-159 Alca de la República Txeca i els avions Yakovlev Yak-130 de Rússia.

## Skylane per Huey
En 1995, després de la crisi econòmica, el govern de Bill Clinton va autoritzar una línia de crèdit per 40,000 milions de dòlars (dels quals només es va utilitzar la meitat i a l'any següent es va pagar el préstec), amb algunes condicions:
1.-Que Mèxic apliqués una política migratòria més severa per evitar que entressin als Estats Units més migrants.
2.-Que Ernesto Zedillo Ponce de León continués amb les polítiques de privatització començades per l'ex president Carlos Salines de Gortari.
3.-Una política anti-narcòtics més agressiva contra els narcotráficants a Mèxic.
Dins de la política antinarcóticos Mèxic rebria “ajuda” nord-americana, com a entrenament i equip, a més de permetre que aeronaus del Servei de Duanes dels Estats Units volessin en espai aeri mexicà per recol·lectar intel·ligència contra els càrtels de la droga mexicans. El lliurament d'equip estava condicionada a l'ús exclusiu en labors contra el narcotràfic i per assegurar-se d'això, l'ambaixada dels Estats Units a Mèxic seria la responsable de la supervisió de l'equip a través de tres seccions amb personal acreditat “La Secció d'Assumptes Narcòtics”, el “Equip d'Avaluació d'Efectivitat Operacional” i la “Oficina d'Enllaç Militar”.
L'equip que es va rebre a partir d'abril de 1996 va incloure 73 helicòpters Bell UH-1H Huey, 4 fragates desarmades classe Knox i 4 avions Fairchild C-26 Metroliner de vigilància electrònica i COMINT (Intel·ligència de comunicacions).
Després de tres accidents amb els helicòpters Huey, la Força Aèria Mexicana va decidir donar de baixa a tots els helicòpters UH-1H, a causa que tots presentaven fatiga en els materials i falles mecàniques, ja que els Estats Units havia utilitzat a aquestes aeronaus en la guerra a Vietnam i no havien rebut manteniment des que va concloure la guerra en aquest país.
Per compensar la pèrdua dels helicòpters enviats a Mèxic per a la lluita contra el narcotràfic, el govern dels Estats Units va decidir canviar-los per 70 avions Cessna 182 Skylane, per a molts especialistes va ser la pitjor opció doncs el Skylane és un avió usat com a taxi aeri sense capacitat per rebre foc enemic, ni per atacar, ni per realitzar labors d'observació per mancar de l'equip necessari. A pesar que la Força Aèria Mexicana no fa públiques les seves operacions militars, en 2009 s'havien confirmat almenys tres Skylane derrocats en Sinaloa per foc d'armes de 12,7 mm (Calibre 50).

## Futur
El desembre del 2013 es va publicar el "Programa Sectorial de Defensa Nacional 2013-2018" en el Diari Oficial de la Federació (DOF) a on s'estableix que la Força Aèria Mexicana rebrà més de 100 helicòpters, més de 100 avions i 3 UAV. Respecte als avions ja s'han rebut 18 T-6C+ Texan II d'una comanda de 54 unitats (addicionals als 6 rebuts el 2012), s'han rebut 25 Grob G-120TP (entrenadors bàsics alemanys) d'una comanda de 25 unitats (amb opció d'ordenar 15 addicionals), 5 Super King Air 300 d'observació, 2 CASA C-295W addicionals als 6 CASA C-295M rebuts el 2010, 2 Boeing 737-800 i EA-502 i un Boeing 787-9 Dreamliner com a nou avió presidencial. En aquest moment (a pesar de les condicions económiques del país) s'està debatent sobre l'adquisició de caces como el McDonnell Douglas F-15 Eagle, el Lockheed Martin F-16 Fighting Falcon, el Boeing F/A-18 Super Hornet, l'Eurofighter Typhoon o el JAS-39 Gripen NG per a reemplaçar als veterans Northrop F-5E/F Tiger II, així com per a escollir a un nou jet d'entrenament per a substituir als Lockheed T-33 Shooting Star que van ser donats de baixa el 2007.
Respecte als UAV, el portal Flight Global ha anunciat que la Força Aèria Mexicana signo al març del 2014 la compra de dues UAV Dominator XP a la indústria israeliana Aeronautics Defense Systems LTD. Aquests aparells entren en la categoria MALE (Medium Altitude Long Endurance o Altitud Mitjana i Gran Autonomia). El Dominator XP està basat en la plataforma del Diamond Aircraft DÓNA-42 austríac.
Respecte als helicòpters, s'han rebut 15 Bell 407GX d'una comanda de 15 unitats, destinats a reemplaçar als Bell 206 de l'EA-111, també s'ha confirmat la compra de 6 helicòpters EC-725 Super Cougar, 26 UH-60M Black Hawk i 14 LA MEVA-171-SH. Fonts properes a les discussions i reportades al diari francès "La Tribune" assenyalen un acord per a la possible compra d'altres 50 helicòpters EC-725 Super Cougar per un valor estimat de compra de 2,000 milions d'euros (2,180 milions de dòlars), encara que les parts involucrades en la possible transacció van declinar donar detalls, la notícia està sent àmpliament replicada per principals diaris de circulació nacional i internacional.
Durant la Fira Aeroespacial Mèxic 2015 duta a terme en la BAM No. 1 del 22 al 25 d'abril del 2015 es va mostrar el primer prototip d'avió mexicà tripulat, el Pegasus PE-210A de l'empresa Oaxaca Aerospace. S'espera que amb aquest nou avanç tecnològic s'aconseguira tenir a la FAM avions mexicans amb tripulació, a més d'avions no tripulats mexicans que són els Hydra Technologies S4 Ehécatl i els Hydra Technologies I1 Esparver construïts des del 2006.

## Accidents aeris en esdeveniments cívics

### 16/9/1995
Durant la desfilada commemorativa de la Independència de Mèxic del 16 de setembre de 1995, va succeir un accident en col·lidir en l'aire un avió F-5I Tiger II matrícula 4003 pilotat pel Capità Héctor Ricardo Trejo Flores amb tres avions T-33A Shooting Star, en aquest tràgic accident van perdre la vida el General d'Ala Gonzalo Curiel García, el major José Rivera Gutiérrez i els Tinents Gustavo Enrique Pérez Estrada, Mario Humberto Sánchez García i Jorge Vergara Mogollón. D'acord amb l'informe emès per la SEDENA l'accident es va deure en un error en els càlculs en realitzar les maniobres ocasionat per la variació en l'altitud de vol per part d'ambdues formacions.

### 25/4/2015
Durant la clausura de la Fira Aeroespacial Mèxic 2015 duta a terme el 25 d'abril del 2015 en la BAM n.º 1, un Beechcraft T-6C+ Texan II de l'Equip Acrobàtic de la EMAATFA matrícula 6602 es va estavellar a la zona d'aterratge dels helicòpters després de ser copejat en el motor pel Texan matrícula 6601 en trencar la maniobra mirall, el Texan matrícula 6602 va perdre el control i es va estavellar en tenir les seves pales destruïdes, els pilots d'aquesta aeronau van aconseguir eyectarse a temps i sortir amb vida i les úniques parts del fuselatge que van sobreviure de l'avió estavellat van ser la cua i la cabina. El Texan matrícula 6601 (danyat de la cua per la col·lisió) va recuperar el control i volvío al sòl sense problemes.